# Equipaggiamento militare di Israele
L'equipaggiamento militare di Israele comprende una vasta gamma di arma, mezzo corazzato, artiglieria, missile, aeroplano, elicottero e unità militare navale. Molti tra questi vengono acquistati all'estero, ma molti altri sono invece anche di progettazione esclusivamente originaria e autonoma.
Fino allo scoppio della Guerra dei sei giorni nel giugno del 1967 il principale fornitore delle Forze di difesa israeliane (IDF) era rimasta saldamente la Quarta Repubblica francese; da allora in poi è stato il governo federale degli Stati Uniti d'America e le società e imprese inserite nell'ambito della difesa. All'inizio del XXI secolo poi diverse aziende israeliane come Soltam Systems iniziarono a vendere loro stesse armi negli Stati Uniti d'America.
Gran parte dell'attrezzatura militare viene sottoposta a singoli miglioramenti direttamente nei laboratori di ricerca scientifica e progresso tecnico israeliani. Oltre alle armi acquistate all'estero e ai prodotti indigeni Israele gestisce e mantiene anche grandi quantitativi di scorte d'equipaggiamenti in dotazione dell'ex Unione Sovietica catturati a suo tempo dagli eserciti del mondo arabo nel corso del pluridecennale conflitto arabo-israeliano.

## Storia

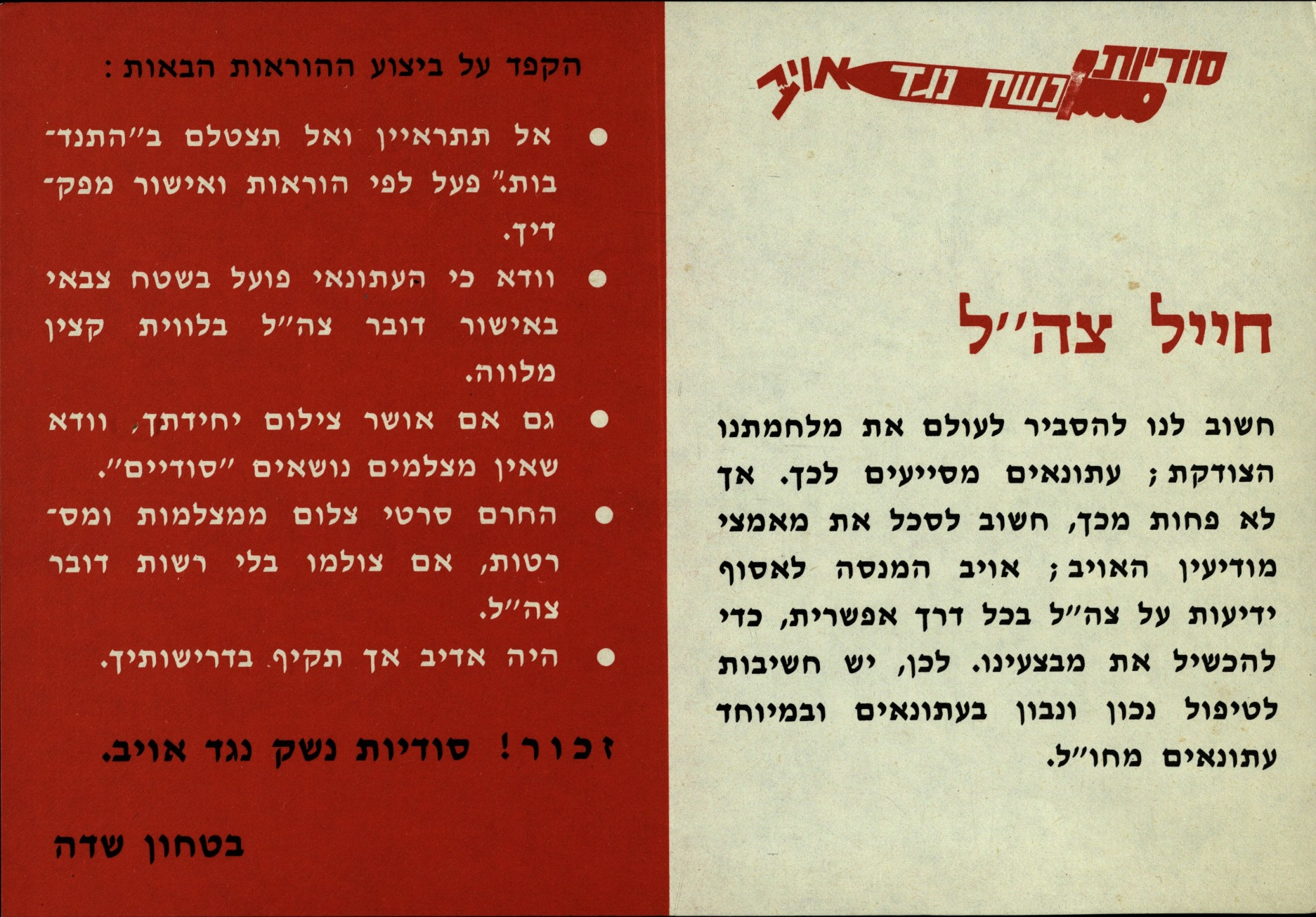
Post card IDF "Mantieni un segreto: salva una vita!"

Durante la guerra arabo-israeliana del 1948 l'equipaggiamento militare delle forze armate israeliane era molto variegato e incoerente; ciò era essenzialmente causato dalla grave limitazione nell'ottenenimento di Matériel bellico aggiornato, dovuto al mandato britannico della Palestina e al boicottaggio della Lega araba a Israele. Durante gli anni 1950 l'IDF iniziò il proprio processo di standardizzazione, affidandosi principalmente all'equipaggiamento prodotto da Nexter per conto dell'Armée française.

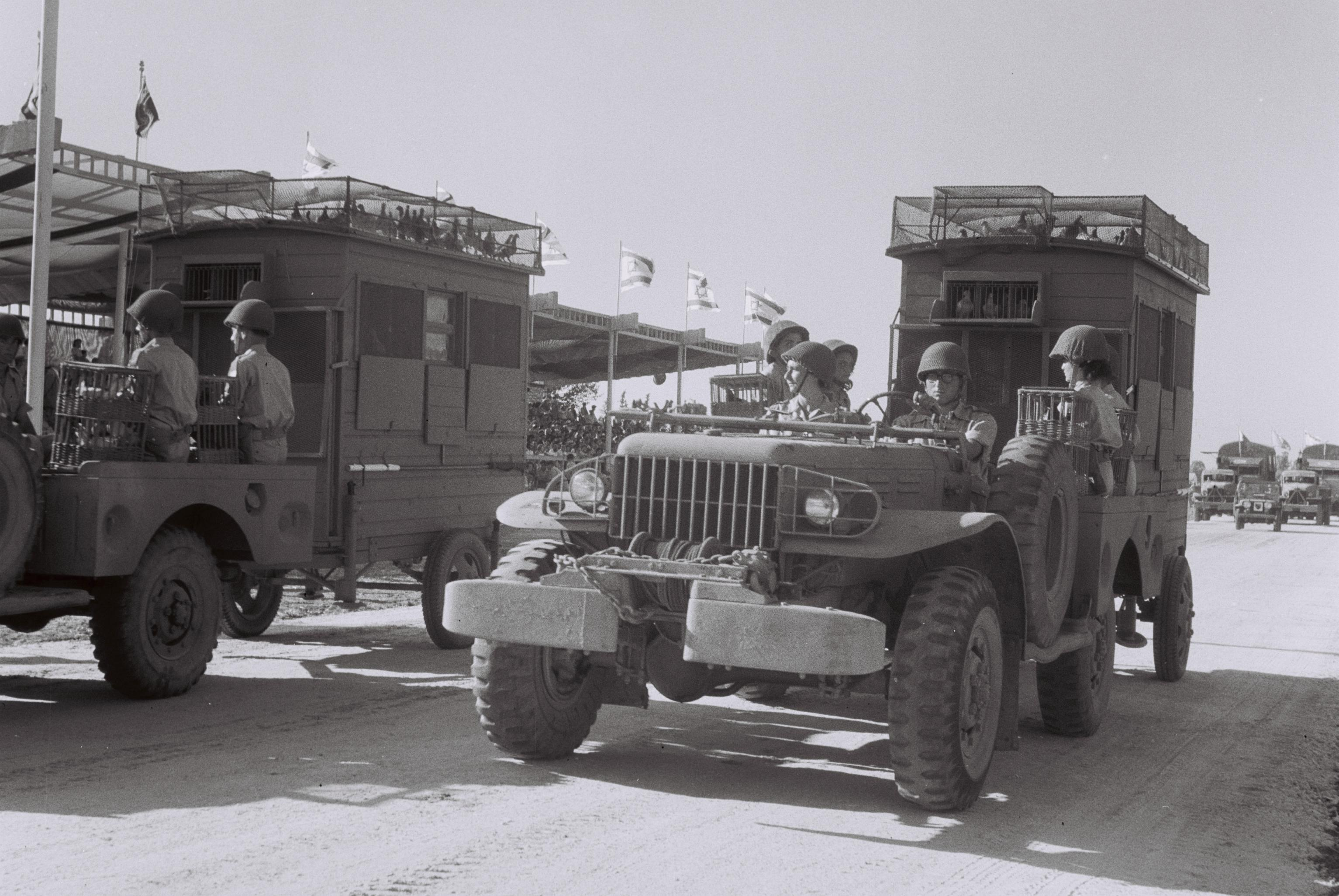
Unità di comunicazione con i piccioni sul tetto, in parata durante il "Giorno dell'esercito" a Tel Aviv il 17 luglio del 1949.

Con la guerra dei sei giorni la cooperazione militare con la Francia cessò a causa di un embargo sulle armi del governo francese del 1967 e lo Stato mediorientale iniziò ad affidarsi agli armamenti dell'United States Armed Forces nonché sulla ricerca e lo sviluppo locale. Nel corso dei decenni 1980 e 1990 l'IDF ha accresciuto in una maniera notevole le sue forniture di armamenti, corazzature e aerei di provenienza americana, puntando con estrema decisione alla superiorità tecnologica sui paesi arabi.
Nel corso degli anni la dipendenza dalle attrezzature militari prodotte localmente è aumentata notevolmente. All'inizio del XXI secolo la stragrande maggioranza della dotazione bellica del paese è fabbricata inizialmente negli USA (anche se poi assai spesso modificata nell'industria della difesa israeliana), oppure viene altresì sviluppata - da Rafael Advanced Defense Systems - e prodotta - dal Israel Military Industries - localmente, con un'enfasi crescente posta sulle tecnologie più avanzate a disposizione, tra cui l'Israel Aerospace Industries e l'elettronica da parte dell'Elbit Systems.

## Sviluppo militare interno
Alcune delle attrezzature ed equipaggiamenti più significativi presenti nella dotazione militare sviluppati localmente sono stati:
- Arma individuale
  - Dror LMG - Mitragliatrice leggera basata sull'M1941 Johnson LMG[3]
  - IWI Negev[4] - Mitragliatrice leggera con 5,56 × 45 mm NATO[5][6]
  - IMI Uzi - Mitra e pistola mitragliatrice
  - IMI Desert Eagle - Pistola semiautomatica
  - IWI Jericho 941 - Pistola semiautomatica[7]
  - BUL M-5 - Pistola semiautomatica[8][9]
  - BUL Storm - Pistola semiautomatica[10]
  - SP-21 Barak - pistola semiautomatica[11][12]
  - IMI Galil - Fucile d'assalto
  - IMI TAR-21 - Fucile d'assalto
  - M89SR - Arma semi-automatica e fucile di precisione Bullpup[13]
  - M1 Carbine Arma semi-automatica/Personal Defense Weapon da 7,62 mm
- Lanciarazzi e missile anticarro
  - MATADOR[14][15] - Lanciarazzi
  - B-300 - Lanciarazzi
  - Mk 153 Shoulder-SMAW - Lanciarazzi d'artiglieria controcarri
  - B-300/Shipon - Lanciarazzi
  - FGM-172 SRAW - Sistema missilistico leggero da corta distanza
  - MAPATS[16] - Missile a guida laser e missile anticarro
  - Spike - Missile anticarro
  - LAHAT - Missile anticarro
  - Nimrod - Missile superficie-superficie[17][18][19]
- Altra tipologia missilitica
  - Guided Advanced Tactical Rocket - Laser GATR[20][21]
  - Python/Shafrir - Missile aria-aria[22]
  - Rafael Python 5/Derby - Missile aria-aria[23]
  - Python - Missile aria-aria
  - Gabriel - Missile antinave
  - ADM-141 TALD - Missile per guerra elettronica
  - AGM-142 Have Nap/Popeye - Missile aria-superficie[24]
  - Delilah - Missile da crociera e Missile antiradar[25][26][27]
  - LORA - missile balistico (TBM)
  - RAFAEL Jericho - MRBM
- Aeronautica militare
  - IAI Arava - Aereo da trasporto turboelica
  - IAI Westwind/IAI Sea Scan.[28] - Business jet
  - IAI Nesher - Aereo da caccia
  - IAI Kfir - Aereo da caccia
  - IAI Namer[29] - Aereo da caccia[30]
  - IAI Lavi - Aereo da caccia
- Veicolo motorizzato d'acqua
  - Shaldag class fast patrol boat - Classe navale pattugliatore
  - Dabur class patrol boat - Pattugliatore[31]
  - Dvora class fast patrol boat - Pattugliatore[32]
  - Super Dvora Mk II - Pattugliatore[33]
  - Super Dvora Mk III - Pattugliatore[34][35]
  - Classe Sa'ar 3 - Motocannoniera missilistica
  - Classe Sa'ar IV - Motocannoniera missilistica Fast Attack Craft
  - Classe Sa'ar 4.5 - Corvetta missilistica
  - Classe Sa'ar 5 - Corvetta missilistica
  - Classe Gal - Sottomarino
  - Classe Dolphin - Sottomarino
- Satellite artificiale e astronautica
  - Shavit - Vettore per il volo spaziale
  - EROS - Satellite per telerilevamento[36]
  - Ofek - Satellite spia
  - TecSAR - Satellite spia
- Sistema d'arma multipla
  - CornerShot - Arma SWAT
  - Rafael Overhead Weapon Station[37]
  - Samson Remote Controlled Weapon Station[38] - come High Mobility Multipurpose Wheeled Vehicle
  - Typhoon Weapon System
- Sistema di protezione attiva
  - Trophy[39][40]
  - Iron Fist APS[41][42][43]
  - Flight Guard[44] - Sistema di contromisura a radiazione infrarossa per El Al[45]
- Sistema radar
  - EL/M-2032 - Fire Control Radar[46]
  - EL/M-2052 - Fire Control Radar[47]
  - EL/M-2075 Phalcon - Airborne Early Warning and Control[48][49]
  - EL/M-2080 Green Pine - Tracciamento radar[50][51][52][53]
  - EL/M-2083 - Airborne Early Warning and Control[54]
- Infrarossi
  - ITL MARS - Un red dot a mirino laser
  - LITENING Advanced Targeting - Un pod installato in alcuni aerei militari con lo scopo di agganciare un bersaglio per poterlo poi distruggere
  - Spice[55][56] - Bomba elettro-ottica a Sistema di posizionamento globale (PGM) guidata da un missile
  - Skystar 300[57] - Intelligence, surveillance, target acquisition, and reconnaissance (ISTAR)
- Carro armato
  - Super Sherman[58]
  - Sho't - La versione israeliana dell'inglese Centurion
  - Magach - Versione potenziata degli statunitensi M48 Patton ed M60 Patton
  - Sabra
  - Merkava - In dotazione al corpo corazzato israeliano
- Veicolo trasporto, corazzato da recupero e da combattimento
  - M113 Armored Personnel Carrier variants
  - Nimda Shoet - Veicolo trasporto truppe[59]
  - Trail Blazer - Veicolo corazzato da recupero
  - Nagmachon - Veicolo da combattimento della fanteria e trasporto truppe
  - Nakpadon - Veicolo trasporto truppe e da combattimento del Genio militare israeliano
  - IDF Puma - Veicolo corazzato per il trasporto truppe del Genio
  - Achzarit - Veicolo trasporto truppe
  - Namer - Veicolo da combattimento della fanteria
  - Merkava/Nemmera - Veicolo corazzato da recupero
  - AIL Abir
  - AIL Storm - Un fuoristrada Jeep Wrangler
  - Plasan Sand Cat[60] con blindaggio in compositi[61][62]
  - Wolf Armoured Vehicle[63] - Veicolo trasporto truppe a trazione integrale[64]
  - Golan Armored Vehicle - Autoblindo per la mobilità della fanteria
  - AIL M325 Command Car[65]
- Artiglieria
  - Davidka - Mortaio
  - Soltam M-66 - Mortaio
  - Soltam M-68[66] - Obice
  - Soltam M-71 - Obice
  - Soltam K6[67] - Mortaio
  - L-33/39 Ro'em - Obice semovente d'artiglieria
  - Makmat - Mortaio auto-motorizzato
  - MAR-240/290 - Lanciarazzi multiplo
  - LAR-160 - Lanciarazzi multiplo[68]
  - LAROM - Lanciarazzi multiplo
  - Cardom - Mortaio[69][70]
  - Rascal - Obice semovente d'artiglieria
  - ATMOS 2000[71] - Obice semovente d'artiglieria[72]
  - Merkava/Sholef - Obice semovente d'artiglieria[73]
  - Pereh[74]
- Aeromobile a pilotaggio remoto
  - Tadiran Mastiff[75]
  - Casper 250
  - Silver Arrow Micro-V
  - Silver Arrow Sniper[76]
  - IAI Scout
  - IAI Searcher[77]
  - IAI Harpy
  - IAI Harop[78][79]
  - IAI Bird-Eye[80]
  - IAI I-View[81]
  - Ruag Ranger[82]
  - IAI Heron
  - IAI Eitan[83]
  - IAI Panther[84][85]
  - IAI Ghost[86]
  - AAI RQ-2 Pioneer[87] delle Israel Aerospace Industries
  - Northrop Grumman RQ-5 Hunter[88] delle Israel Aerospace Industries
  - Elbit Skylark[89][90]
  - Elbit Hermes 90[91][92]
  - Elbit Hermes 450[93][94][95]
  - Elbit Hermes 900
  - Aeronautics Defense Dominator[96]
  - Aeronautics Defense Orbiter[97] in dotazione al Heil HaYam HaYisraeli
  - Urban Aeronautics X-Hawk[98]
  - MicroFalcon[99][100]
- Veicoli di superficie senza equipaggio
  - VIPeR - Unmanned Ground Combat Vehicle (UGCV)
  - Protector USV
  - Guardium - Unmanned Ground Vehicle (UGV)
  - Raam HaShachar - Unmanned Caterpillar D9 Bulldozer corazzato
  - Silver Marlin - Unmanned Surface Vehicle (USV)
- Sistemi di difesa aerea
  - Machbet - Semovente antiaereo
  - IAI Barak - Missile terra-aria navale
  - Barak 8 (missile) - Missile terra-aria navale
  - SPYDER - Arma ontraerea
  - Arrow - Missile anti-balistico
  - Tactical High Energy Laser
  - Cupola di Ferro - Sistema di difesa antimissilistica
  - Fionda di Davide - Sistema di difesa antimissilistica
- Miscellanea
  - Mitznefet helmet camouflage
  - Tomcar - All-terrain vehicle
  - MG251/253 Arma a canna liscia e cannone da carro armato
  - Kilshon - Missile antiradar
  - IDF Caterpillar D9 - Bulldozer corazzato
  - Skunk (arma) - Liquido per il mantenimento dell'ordine
  - Scream (arma) - Liquido per il mantenimento dell'ordine
  - SIMON - breach grenade
  - Enhanced Tactical Computer (ETC)
  - OR-201 - Elmetto a combattimento

## Dotazione delle forze di terra

### Arma da fuoco individuale e munizione
| Nome                                    | Immagine | Tipologia                                                                                            | Calibro cartuccia                   | Paese d'origine  | Note |         |
| Pistola                                 | Pistola  | Pistola                                                                                              | Pistola                             | Pistola          | Pistola | Pistola |
| --------------------------------------- | -------- | --- | ----------------------------------- | ---------------- | --- | ------- |
| IMI Desert Eagle (Jericho 941)          |          | Pistola semiautomatica a sottrazione di gas                                                          | 9 × 19 mm Parabellum                | Israele          | In dotazione presso l'IDF e l'IDF Special Forces |         |
| Glock 17                                |          | Pistola semiautomatica                                                                               | 9 ×19 mm                            | Austria          | In dotazione presso l'IDF Special Forces |         |
| Glock 19                                |          | Pistola semiautomatica                                                                               | 9 × 19 mm                           | Austria          | In dotazione presso l'IDF Special Forces |         |
| Browning HP                             |          | Pistola semiautomatica                                                                               | 9 × 19 mm                           | Belgio           | Ad azione singola |         |
| SIG Sauer P226                          |          | Pistola semiautomatica                                                                               | 9 × 19 mm Parabellum                | Svizzera         | In dotazione presso l'IDF Special Forces. |         |
| Beretta M51                             |          | Pistola semiautomatica                                                                               | 9 × 19 mm                           | Italia           | |         |
| Heckler & Koch P11                      |          | Arma da fuoco subacquea                                                                              | 7.62 × 36 mm                        | Germania         | |         |
| Mitra arma da fuoco/arma automatica)    |          | |                                     |                  | |         |
| IMI Uzi                                 |          | Pistola mitragliatrice                                                                               | 9 × 19 mm                           | Israele          | Con le versioni Uzi, Mini-Uzi, Micro-Uzi, e Uzi-Pro used. |         |
| Ingram MAC-10                           |          | Pistola mitragliatrice                                                                               | 9 × 19 mm                           | Stati Uniti      | |         |
| IWI Tavor X95                           |          | Mitra Bullpup e fucile d'assalto                                                                     | con variante 9 × 19 mm              | Israele          | Variante 9 x 19 mm soppressa ed utilizzata dalle forze speciali IDF |         |
| Fucile semiautomatico                   |          | |                                     |                  | |         |
| Ruger 10/22 con silenziatore            |          | Fucile semiautomatico                                                                                | .22 Long Rifle                      | Stati Uniti      | Adottato per il controllo della "folla non letale". |         |
| Fucile d'assalto                        |          | |                                     |                  | |         |
| IWI Tavor X95 (Micro)                   |          | Fucile d'assalto Bullpup / Carabina                                                                  | 5,56 × 45 mm NATO                   | Israele          | Versione compatta del TAR-21. Fucile con numero standard dal 2009 che sostituisce il TAR-21. |         |
| IMI TAR-21                              |          | Fucile d'assalto                                                                                     | 5.56 × 45 mm                        | Israele          | Fuori servizio a partire dal 2009 e sostituito dall'X95. |         |
| M4A1                                    |          | Fucile d'assalto                                                                                     | 5.56 × 45 mm                        | Stati Uniti      | Versione tandard insieme a M16, CAR-15 e X95 e utilizzato dalle forze speciali |         |
| M16A1                                   |          | Fucile d'assalto                                                                                     | 5.56 × 45 mm                        | Stati Uniti      | Standard Issue Assault Rifle insieme a M4, CAR-15, M16A2 e X95. La maggior parte dei fucili a canna lunga sono stati modificati per avere una canna corta e un calcio telescopico, il resto sono riservati per l'allenamento di base e le questioni relative agli eventi cerimoniali |         |
| M16A2                                   |          | Fucile d'assalto                                                                                     | 5.56 × 45 mm                        | Stati Uniti      | Versione standard insieme a M4, CAR-15, M16A1 e X95. La maggior parte dell'M16A2 è automatica, alcuni personalizzati per DMR e il resto sono adibiti per le celebrazioni cerimoniali.                                                                                                |         |
| CAR-15                                  |          | Fucile d'assalto basato sull'AR-15                                                                   | 5.56 × 45 mm                        | Stati Uniti      | Versione standard insieme a M4, M16A1 e X95 |         |
| IMI Galil                               |          | Fucile d'assalto                                                                                     | 5.56× 45 mm                         | Israele          | Utilizzato in numero limitato. Le varianti in uso effettivo sono Galil AR e Galil SAR. La maggior parte dei Galil è stata sostituita dal miglioramento IWI Galil ACE. |         |
| IMI Micro Galil                         |          | Fucile d'assalto                                                                                     | 5.56 × 45 mm                        | Israele          | Utilizzato in numero limitato. Versione estremamente compatta del Galil. La maggior parte dei Galil è stata sostituita dal miglioramento "IWI ACE". |         |
| AKM                                     |          | Fucile d'assalto                                                                                     | 7,62 × 39 mm                        | Unione Sovietica | Catturato agli eserciti arabi nel corso del Conflitto arabo-israeliano ed è stato utilizzato dalle forze speciali a causa della loro alta affidabilità. |         |
| AK-47 "kalashnikov"                     |          | Fucile d'assalto                                                                                     | 7.62 × 39 mm                        | Unione Sovietica | Catturato agli eserciti arabi nel corso del Conflitto arabo-israeliano ed è stato utilizzato dalle forze speciali a causa della loro alta affidabilità. |         |
| Fucile da battaglia                     |          | |                                     |                  | |         |
| M14                                     |          | Fucile da battaglia                                                                                  | 7,62 × 51 mm NATO                   | Stati Uniti      | Utilizzato in numero limitato dall'IDF. |         |
| Mitragliatrice leggera                  |          | |                                     |                  | |         |
| IMI Negev                               |          | Mitragliatrice leggera                                                                               | 5.56 × 45 mm                        | Israele          | Capace di sparare sia in semi-automatico che in pieno-automatico. La variante 5.56 è dotata di un esclusivo sistema di doppia alimentazione, può contenere 30 caricatori rotondi di tipo STANAG e una cintura d'assalto.                                                             |         |
| FN Minimi                               |          | Mitragliatrice leggera                                                                               | 5.56 × 45 mm                        | Belgio           | In uso limitato nel corso del periodo 1990-97, poi sostituito dal "Negev". |         |
| Mitragliatrice media                    |          | |                                     |                  | |         |
| Browning M1919                          |          | Mitragliatrice media                                                                                 | .30-06 Springfield                  | Stati Uniti      | |         |
| Mitragliatrice ad uso generale          |          | |                                     |                  | |         |
| FN MAG                                  |          | Mitragliatrice ad uso generale                                                                       | 7.62 × 51 mm                        | Belgio           | Ex numero standard dell'IDF dagli anni 1960 agli anni 1990 come mitragliatrice principale. |         |
| IWI Negev NG7                           |          | Mitragliatrice ad uso generale                                                                       | 7.62 × 51 mm                        | Israele          | Capace di far fuoco sia in semiautomatico che in completamente automatico. |         |
| PK                                      |          | Mitragliatrice ad uso generale                                                                       | 7,62 × 54 mm R                      | Unione Sovietica | Catturato agli eserciti arabi nel corso del Conflitto arabo-israeliano e utilizzato dalle forze speciali. |         |
| M60                                     |          | Mitragliatrice ad uso generale                                                                       | 7.62 × 51mm                         | Stati Uniti      | Utilizzo in numero limitato. |         |
| Mitragliatrice pesante                  |          | |                                     |                  | |         |
| Browning M2 (Makach 0.5)                |          | Mitragliatrice pesante                                                                               | 12,7 × 99 mm NATO                   | Stati Uniti      | Aggiornato nel M2HB-QCB |         |
| Fucile a canna liscia                   |          | |                                     |                  | |         |
| Remington 870                           |          | Fucile a canna liscia e fucile a pompa                                                               | 12 Gauge                            | Stati Uniti      | |         |
| Mossberg 500                            |          | Fucile a canna liscia e fucile a pompa                                                               | 12 Gauge                            | Stati Uniti      | |         |
| Armsel Striker                          |          | Fucile a canna liscia girevole                                                                       | 12 Gauge                            | Sudafrica        | Utilizzato per il controllo antisommossa |         |
| Fucile da tiratore di precisione        |          | |                                     |                  | |         |
| M4A1 Kala Sa'ar                         |          | Fucile da tiratore di precisione                                                                     | 5.56 × 45 mm                        | Stati Uniti      | Accelerato nella versione M4A1, usato dai tiratori "kala saar". |         |
| M16A2-E3                                |          | Fucile da tiratore di precisione                                                                     | 5.56 ×45 mm                         | Stati Uniti      | Accelerato nella versione M16A2, in disuso. |         |
| SR-25                                   |          | Fucile da tiratore di precisione / Fucile di precisione                                              | 7.62 × 51 mm                        | Stati Uniti      | Utilizzato dalle forze speciali IDF. Impiegato anche come fucile da tiratore scelto. |         |
| IMI Galatz                              |          | Fucile da tiratore di precisione                                                                     | 7.62 × 51 mm                        | Israele          | Variante da tiratore scelto del Galil. In dismissione. |         |
| M89SR                                   |          | Fucile da tiratore di precisione                                                                     | 7.62 × 51 mm                        | Israele          | Accelerato nella versione Bullpup M14. In dismissione. |         |
| IWI Tavor X95L "Micro-Tavor Kala'im"    |          | Fucile da tiratore designato                                                                         | 5.56 × 45 mm                        | Israele          | Micro-Tavor X95 accelerato con canna più lunga, usato dai tiratori "kala sa'ar". |         |
| Fucile di precisione da tiratore scelto |          | |                                     |                  | |         |
| M24 SWS                                 |          | Fucile di precisione                                                                                 | 7,62 × 51 mm NATO                   | Stati Uniti      | Serie standard di fucile da tiratore scelto, con precisione di 0,5 Minuto di arco (MOA) con munizioni delle Israel Military Industries (IMI). |         |
| Mauser 86SR                             |          | Fucile di precisione                                                                                 | 7.62 × 51 mm                        | Germania         | Usato per le operazioni di controterrorismo. |         |
| Barak (HTR 2000)                        |          | Fucile di precisione a lungo raggio                                                                  | .338 Lapua Magnum                   | Stati Uniti      | Modificato dall'IDF nel H-S Precision Pro Series 2000 HTR |         |
| Barrett M82A1                           |          | Fucile anti-materiale                                                                                | 12,7 × 99 mm NATO                   | Stati Uniti      | Utilizzato principalmente dal genio militare israeliano e dalle forze speciali dell'IDF |         |
| McMillan Tac-50                         |          | Fucile di precisione a lungo raggio, fucile anti-materiale e Fucile a otturatore girevole-scorrevole | 12.7 × 99 mm                        | Stati Uniti      | In dotazione presso le IDF Special Forces. |         |
| Barrett MRAD                            |          | Fucile di precisione multiruolo e Fucile a otturatore girevole-scorrevole                            | 7,62 × 51 mm NATO .338 Lapua Magnum | Stati Uniti      | Utilizzato dalle forze speciali e anche dall'unità antiterrorismo di frontiera Yamam oltre che dall'élite della polizia israeliana. |         |
| Bomba a mano                            |          | |                                     |                  | |         |
| M26A2                                   |          | Bomba a frammentazione                                                                               | n/a                                 | Israele          | Basata sulla statunitense M26 |         |
| Granata M84/IDF M84                     |          | Granata stordente                                                                                    | n/a                                 | Israele          | Basata sulla statunitense M84 |         |

### Lanciarazzi e lanciagranate
| Nome          | Immagine | Tipologia                                                  | Calibro | Paese d'origine   | Note |
| ------------- | -------- | ---------------------------------------------------------- | ------- | ----------------- | --- |
| B-300         |          | Lanciarazzi a spalla prevalentemente in funzione anticarro | 82 mm   | Israele           | |
| Shipon        |          | Lanciarazzi a spalla prevalentemente in funzione anticarro | 83 mm   | Israele           | |
| M72 LAW       |          | RPG a spalla anticarro                                     | 66 mm   | Stati Uniti       | |
| MATADOR       |          | Cannone senza rinculo                                      | 90 mm   | Israele Singapore | |
| M79           |          | Lanciagranate autonomo                                     | 40 mm   | Stati Uniti       | Fuoriservizio |
| M203          |          | Lanciagranate attaccato alla canna di un fucile d'assalto  | 40 mm   | Stati Uniti       | Solitamente montato sotto un M16, un M4, un CAR-15 o un X95; montato su quest'ultimo con canne più lunghe e grande guardia-grilletto al posto della protezione standard per pistola. |
| Mk 19         |          | Lanciagranate autonomo                                     | 40 mm   | Stati Uniti       | |
| Mk 47 Striker |          | Lanciagranate automatico                                   | 40 mm   | Stati Uniti       | |

### Missile
| Nome          | Immagine | Tipologia                               | Paese d'origine | Note           |
| ------------- | -------- | --------------------------------------- | --------------- | -------------- |
| Spike         |          | Missile anticarro                       | Israele         |                |
| BGM-71 TOW    |          | Missile anticarro e missile filoguidato | Stati Uniti     |                |
| LAHAT         |          | Missile anticarro                       | Israele         |                |
| MAPATS        |          | Missile anticarro                       | Israele         |                |
| Nimrod        |          | Missile superficie-superficie           | Israele         |                |
| FGM-77 Dragon |          | Missile anticarro                       | Stati Uniti     | Fuori servizio |

### Veicoli da battaglia
| Nome                                                                     | Immagine                                                                 | Tipologia                                                                 | Numero in servizio                                                       | Paese d'origine                                                          | Note                                                                                           |                                                                          |
| Carro armato da combattimento in dotazione al corpo corazzato israeliano | Carro armato da combattimento in dotazione al corpo corazzato israeliano | Carro armato da combattimento in dotazione al corpo corazzato israeliano  | Carro armato da combattimento in dotazione al corpo corazzato israeliano | Carro armato da combattimento in dotazione al corpo corazzato israeliano | Carro armato da combattimento in dotazione al corpo corazzato israeliano                       | Carro armato da combattimento in dotazione al corpo corazzato israeliano |
| ------------------------------------------------------------------------ | ------------------------------------------------------------------------ | ------------------------------------------------------------------------- | ------------------------------------------------------------------------ | ------------------------------------------------------------------------ | ---------------------------------------------------------------------------------------------- | ------------------------------------------------------------------------ |
| Merkava Mark IV                                                          |                                                                          | Carro armato da combattimento                                             | 460                                                                      | Israele                                                                  | 160 immagazzinati                                                                              |                                                                          |
| Merkava Mark III                                                         |                                                                          | Carro armato da combattimento                                             | 730                                                                      | Israele                                                                  | 570 immagazzinati                                                                              |                                                                          |
| Merkava Mark II                                                          |                                                                          | Carro armato da combattimento                                             | 370                                                                      | Israele                                                                  | 330 immagazzinati                                                                              |                                                                          |
| Merkava Mark I                                                           |                                                                          | Carro armato da combattimento                                             | 1.200                                                                    | Israele                                                                  |                                                                                                |                                                                          |
| Veicolo con missile anticarro                                            |                                                                          |                                                                           |                                                                          |                                                                          |                                                                                                |                                                                          |
| Pereh                                                                    |                                                                          | Semovente d'artiglieria cacciacarri e lanciamissili                       |                                                                          | Stati Uniti Israele                                                      | Ritirato dal servizio nel 2017                                                                 |                                                                          |
| Veicolo trasporto truppe                                                 |                                                                          |                                                                           |                                                                          |                                                                          |                                                                                                |                                                                          |
| M113                                                                     |                                                                          | Veicolo personale corazzato                                               | 6131                                                                     | Stati Uniti Israele                                                      | È stato usato fino alla Battaglia di Shuja'iyya del 2014                                       |                                                                          |
| Achzarit                                                                 |                                                                          | Corazzato personale pesante                                               | 215                                                                      | Israele                                                                  | Basato sul T-54/55                                                                             |                                                                          |
| Nagmachon                                                                |                                                                          | Corazzato personale pesante                                               | N/A                                                                      | Regno Unito Israele                                                      | Basato sul Centurion                                                                           |                                                                          |
| Nakpadon                                                                 |                                                                          | Corazzato personale pesante                                               | N/A                                                                      | Regno Unito Israele                                                      | Basato sul Centurion                                                                           |                                                                          |
| Nakpuma                                                                  |                                                                          | Corazzato da combattimento del Genio militare/Corazzato personale pesante | N/A                                                                      | Regno Unito Israele                                                      | Basato sul Centurion                                                                           |                                                                          |
| Namer                                                                    |                                                                          | Corazzato personale pesante                                               | 120                                                                      | Israele                                                                  | Programmato in 531 unità per entrare in servizio entro il 2027. Basato sul telaio del Merkava. |                                                                          |
| Mezzo di trasporto utilitario                                            |                                                                          |                                                                           |                                                                          |                                                                          |                                                                                                |                                                                          |
| Wolf                                                                     |                                                                          | Veicolo corazzato                                                         | 300                                                                      | Israele                                                                  |                                                                                                |                                                                          |
| AIL Storm                                                                |                                                                          | Fuoristrada                                                               | 700                                                                      | Israele                                                                  |                                                                                                |                                                                          |
| High Mobility Multipurpose Wheeled Vehicle                               |                                                                          | Veicolo utilitario                                                        | 2.000+                                                                   | Stati Uniti                                                              |                                                                                                |                                                                          |
| MDT David                                                                |                                                                          | Veicolo utilitario                                                        | 400                                                                      | Regno Unito Israele                                                      | Basato sulla Land Rover Defender                                                               |                                                                          |
| Plasan Sand Cat                                                          |                                                                          | Veicolo utilitario                                                        | 79                                                                       | Israele                                                                  |                                                                                                |                                                                          |
| Otokar Akrep                                                             |                                                                          | Veicolo corazzato                                                         | 30                                                                       | Turchia                                                                  | [ 110 ]                                                                                        |                                                                          |
| Autocarro                                                                |                                                                          |                                                                           |                                                                          |                                                                          |                                                                                                |                                                                          |
| AIL Abir                                                                 |                                                                          | 4×4 Truck                                                                 | N/A                                                                      | Israele                                                                  |                                                                                                |                                                                          |
| M35 2-1/2                                                                |                                                                          | 8×12 Truck                                                                | N/A                                                                      | Stati Uniti                                                              |                                                                                                |                                                                          |
| Unimog 437                                                               |                                                                          | Autocarro pesante                                                         | N/A                                                                      | Germania                                                                 |                                                                                                |                                                                          |
| Oskhosh HEMTT                                                            |                                                                          | Autocarro tattico pesante ad elevata mobilità 8×8                         | N/A                                                                      | Stati Uniti                                                              |                                                                                                |                                                                          |
| Veicolo del genio militare israeliano                                    |                                                                          |                                                                           |                                                                          |                                                                          |                                                                                                |                                                                          |
| IDF Puma                                                                 |                                                                          | Veicolo pesante da combattimento del Genio                                | N/A                                                                      | Regno Unito Israele                                                      | Basato sul Centurion                                                                           |                                                                          |
| Namer APC (CEV)                                                          |                                                                          | Veicolo pesante da combattimento del Genio                                | N/A                                                                      | Israele                                                                  | Basato sul Merkava                                                                             |                                                                          |
| IDF Caterpillar D9                                                       |                                                                          | Bulldozer corazzato                                                       | 175+                                                                     | Stati Uniti Israele                                                      | Bulldozer prodotto dalla Caterpillar, conversione militare e armatura di Israele.              |                                                                          |
| IDF Caterpillar                                                          |                                                                          | Escavatore corazzato da inseguimento                                      | N/A                                                                      | Stati Uniti Israele                                                      | Escavatore prodotto dalla Caterpillar Inc., conversione militare e armatura di Israele.        |                                                                          |
| IDF Caterpillar 966                                                      |                                                                          | Pala caricatrice blindata                                                 | N/A                                                                      | Stati Uniti Israele                                                      | Caricatori prodotti dalla Caterpillar Inc., conversione militare e armatura di Israele.        |                                                                          |
| M548 Alfa (variante dell'M113)                                           |                                                                          | Trasportatore di carichi e munizioni                                      | N/A                                                                      | Stati Uniti Israele                                                      | Basato sull'M113                                                                               |                                                                          |
| M60 AVLB                                                                 |                                                                          | Strato del ponte corazzato                                                | 10                                                                       | Stati Uniti                                                              |                                                                                                |                                                                          |
| Nemmera                                                                  |                                                                          | Veicolo blindato per il recupero                                          | N/A                                                                      | Israele                                                                  | Basato sul Merkava                                                                             |                                                                          |
| M88 Recovery Vehicle                                                     |                                                                          | Veicolo blindato per il recupero                                          | 25                                                                       | Stati Uniti                                                              |                                                                                                |                                                                          |
| Nagmapop                                                                 |                                                                          | Veicolo di comando e sorveglianza                                         | N/A                                                                      | Regno Unito Israele                                                      | Basato sul Centurion                                                                           |                                                                          |
| AIL Desert Raider                                                        |                                                                          | Dune Buggy                                                                | N/A                                                                      | Israele                                                                  |                                                                                                |                                                                          |
| VIPeR                                                                    |                                                                          | Veicolo terrestre senza equipaggio                                        | N/A                                                                      | Israele                                                                  |                                                                                                |                                                                          |
| Guardium                                                                 |                                                                          | Veicolo terrestre senza equipaggio                                        | N/A                                                                      | Israele                                                                  |                                                                                                |                                                                          |
| Dawn Thunder / Black Thunder (IDF Caterpillar D9)                        |                                                                          | Bulldozer corazzato senza equipaggio                                      | N/A                                                                      | Stati Uniti Israele                                                      | Basato sull'IDF Caterpillar D9N                                                                |                                                                          |

### Artiglieria
| Nome                           | Immagine | Tipologia                                                                                     | Numero in servizio | Paese d'origine     | Notes |
| ------------------------------ | -------- | --------------------------------------------------------------------------------------------- | ------------------ | ------------------- | --- |
| M109 "Doher"                   |          | Semovente d'artiglieria con obice da 155 mm                                                   | 600                | Stati Uniti Israele | Aggiornato come M109 Doher. Basato sul M109A5. Programma di sostituzione avviato; i candidati includono l'ATMOS 2000 e l'Artillery Gun Module. Utilizzo in un numero limitato |
| Soltam M-71                    |          | Con obice trainato da 155 mm                                                                  | 300                | Israele             | |
| Soltam M-68                    |          | Con obice semovente da 155 mm                                                                 | 50                 | Israele             | In riserva |
| Pereh                          |          | Semovente cacciacarri con vettore missilistico teleguidato                                    | N/A                | Israele             | Declassificato nel giugno del 2015, è stato ritirato alla fine del 2017. |
| MLRS/M270 "Menatetz"           |          | Lanciarazzi multiplo                                                                          | 48                 | Stati Uniti Israele | Armato con diversi tipi di missili israeliani: RAMAM, Ra'am Eithan (Strong Thunder) e Romach ("Lance", un razzo guidato).                                                     |
| Cardom SP                      |          | Con mortaio semovente da 120 mm                                                               | 64                 | Israele             | |
| Soltam K6/M120 S. M-65         |          | Con mortaio da 120 mm                                                                         | 250                | Israele             | |
| M113 Tamuz                     |          | Veicolo con missile anticarro da lancio                                                       | N/A                | Israele             | Missili "Spike" lanciati da un telaio M113 |
| LAR-160                        |          | Con razzi da 160 mm                                                                           |                    | Israele             | |
| AccuLAR-160 "-122 Romach"      |          | Su "M270 MLRS Menatetz" con razzo d'artiglieria a guida GPS-sistema di posizionamento globale |                    | Israele             | |
| EXTRA EXTended Range Artillery |          | Razzo d'artiglieria a lungo raggio                                                            |                    | Israele             | Con portata fino a 150 km |
| LORA                           |          | Missile balistico                                                                             |                    | Israele             | |

### Arma contraerea
| Nome                        | Immagine | Tipologia                                                                        | Numero in servizio | Paese d'origine          | Note                                                                                                |
| --------------------------- | -------- | -------------------------------------------------------------------------------- | ------------------ | ------------------------ | --------------------------------------------------------------------------------------------------- |
| FIM-43 Redeye               |          | Missile terra-aria portatile (lanciato a spalla)                                 | N/A                | Stati Uniti              | Fuori servizio                                                                                      |
| FIM-92 Stinger              |          | Missile terra-aria lanciato dalla spalla                                         | 500                | Stati Uniti              | |
| ZSU-23-4 Shilka             |          | Semovente antiaereo                                                              | 60                 | Unione Sovietica         | Catturato durante il conflitto arabo-israeliano e fuori servizio                                    |
| Bofors 40 mm L/70           |          | Arma antiaerea da 40 mm                                                          | N/A                | Svezia                   | Fuori servizio                                                                                      |
| 23 mm ZU-23                 |          | Cannone antiaereo da 23 mm                                                       | N/A                | Unione Sovietica         | Catturato durante il conflitto arabo-israeliano e fuori servizio                                    |
| Hispano-Suiza HS.404 TCM-20 |          | Cannone automatico antiaereo da 20 mm                                            | N/A                | Francia Svizzera Israele | Fuori servizio                                                                                      |
| Raytheon MIM-23 Hawk        |          | Missile terra-aria                                                               | N/A                | Stati Uniti              | Fuori servizio                                                                                      |
| MIM-104 Patriot             |          | Missile terra-aria                                                               | N/A                | Stati Uniti              | È stato aggiornato allo standard GM + "Yahalom"                                                     |
| Cupola di Ferro             |          | Missile della batteria missilistica di difesa aerea / anti-razzi                 | 9+                 | Israele                  | Intercettati centinaia di record di artiglieria da quando sono stati dichiarati operativi nel 2011. |
| Fionda di Davide            |          | Da medio a lungo raggio; missile anti-balistico (ABM) / missile terra-aria (SAM) | N/A                | Israele                  | Gittata da media a lunga; missile anti-balistico con capacità da missile terra-aria                 |
| Arrow                       |          | Missile anti-balistico                                                           | N/A                | Israele                  | Serie di missili anti-balistici fuori dall'atmosfera                                                |

## Dotazione delle forze aeree
Si noti che ci sono più fonti disponibili e che queste forniscono delle cifre parzialmente divergenti tra loro:
| Nome | Paese d'origine | Tipologia                                                                           | Versioni                   | In servizio                   | In servizio                  | In servizio                  |
| --- | --------------- | ----------------------------------------------------------------------------------- | -------------------------- | ----------------------------- | ---------------------------- | ---------------------------- |
| Nome | Paese d'origine | Tipologia                                                                           | Versioni                   | Per l'INSS                    | Per FlightGlobal             | Per l'IISS                   |
| caccia e cacciabombardieri                                                                               |                 |                                                                                     |                            |                               |                              |                              |
| Lockheed Martin F-35 Lightning II                                                                        | Stati Uniti     | Caccia multiruolo                                                                   | F-35I "Adir"               | 9                             | 50 order                     | 75 totali                    |
| Boeing F-15 Eagle                                                                                        | Stati Uniti     | Caccia per supremazia aerea                                                         | F-15A "Baz"                | {\displaystyle {\Bigg \}}} 52 | {\displaystyle {\Big \}}} 42 | 16                           |
| Boeing F-15 Eagle                                                                                        | Stati Uniti     | Caccia per supremazia aerea                                                         | F-15C "Baz"                | {\displaystyle {\Bigg \}}} 52 | {\displaystyle {\Big \}}} 42 | 17                           |
| Boeing F-15 Eagle                                                                                        | Stati Uniti     | Caccia per supremazia aerea                                                         | F-15B "Baz"                | {\displaystyle {\Bigg \}}} 52 | {\displaystyle {\Big \}}} 16 | 6                            |
| Boeing F-15 Eagle                                                                                        | Stati Uniti     | Caccia per supremazia aerea                                                         | F-15D "Baz"                | {\displaystyle {\Bigg \}}} 52 | {\displaystyle {\Big \}}} 16 | 11                           |
| Boeing F-15E Strike Eagle                                                                                | Stati Uniti     | Cacciabombardiere                                                                   | F-15I "Ra'am"              | 25                            | 25                           | 25                           |
| General Dynamics F-16 Fighting Falcon                                                                    | Stati Uniti     | Caccia multiruolo                                                                   | F-16A "Netz"               | {\displaystyle {\Big \}}} 107 | {\displaystyle {\Big \}}} 63 | 77                           |
| General Dynamics F-16 Fighting Falcon                                                                    | Stati Uniti     | Caccia multiruolo                                                                   | F-16B "Netz"               | {\displaystyle {\Big \}}} 107 | {\displaystyle {\Big \}}} 63 | 16                           |
| General Dynamics F-16 Fighting Falcon                                                                    | Stati Uniti     | Caccia multiruolo                                                                   | F-16C "Barak"              | {\displaystyle {\Big \}}} 136 | 77                           | 78                           |
| General Dynamics F-16 Fighting Falcon                                                                    | Stati Uniti     | Caccia multiruolo                                                                   | F-16D "Barak"              | {\displaystyle {\Big \}}} 136 | 49                           | 49                           |
| General Dynamics F-16 Fighting Falcon                                                                    | Stati Uniti     | Caccia multiruolo                                                                   | F-16I "Sufa"               | 100                           | 99                           | 99                           |
| addestramento                                                                                            |                 |                                                                                     |                            |                               |                              |                              |
| Grob G 120                                                                                               | Germania        | Da addestramento                                                                    | G-120AI "Snunit"           | 27                            | 17                           | 17                           |
| Beechcraft T-6 Texan II                                                                                  | Stati Uniti     | Da addestramento intermedio                                                         | T-6A "Efroni"              | 19                            | 20                           | 20                           |
| Douglas A-4 Skyhawk                                                                                      | Stati Uniti     | Da attacco leggero                                                                  | A-4N, TA-4H/J "Ayit"       | 20                            | 20                           | 46                           |
| Alenia Aermacchi M-346 Master                                                                            | Italia          | A regime transonico                                                                 | M-346 "Lavi"               |                               | 2 (30)                       |                              |
| trasporto / rifornimento in volo / antincendio / multi ruolo / SIGINT / pattugliamento marittimo / AWACS |                 |                                                                                     |                            |                               |                              |                              |
| Air Tractor AT-802                                                                                       | Stati Uniti     | agrucolo                                                                            | AT-802F                    | 8                             | 7                            | 3                            |
| Beechcraft Bonanza                                                                                       | Stati Uniti     | multiruolo                                                                          | A-36 "Khofit"              | 22                            | –                            | 22                           |
| Beechcraft Super King Air (C-12 Huron)                                                                   | Stati Uniti     | Multiruolo, da trasporto e addestramento                                            | B-200/T/CT "Tzofit"        | {\displaystyle {\Big \}}} 29  | {\displaystyle {\Big \}}} 29 | 22                           |
| Beechcraft Super King Air (C-12 Huron)                                                                   | Stati Uniti     | Primo avvertimento, intelligenza elettronica (ELINT), Signals Intelligence (SIGINT) | RC-12D/K "Kookiya"         | {\displaystyle {\Big \}}} 29  | {\displaystyle {\Big \}}} 29 | 6                            |
| IAI Westwind SeaScan                                                                                     | Israele         | pattugliamento marittimo                                                            | 1124N "Shahaf"             | 3                             | 3                            | 3                            |
| Gulfstream G550                                                                                          | Stati Uniti     | Business jet - Special Electronic Missions Aircraft (SEMA)                          | G500 "Nahshon-Shavit"      | 3                             | 3                            | 3                            |
| Gulfstream G550                                                                                          | Stati Uniti     | Conformal Airborne Early Warning (CAEW)                                             | G550 "Nahshon-Eitam"       | 2                             | 2                            | 2                            |
| Lockheed C-130 Hercules                                                                                  | Stati Uniti     | Trasporto tattico                                                                   | C-130E "Qarnaf"            | {\displaystyle {\Big \}}} 12  | {\displaystyle {\Big \}}} 12 | 5                            |
| Lockheed C-130 Hercules                                                                                  | Stati Uniti     | Trasporto tattico                                                                   | C-130H "Qarnaf"            | {\displaystyle {\Big \}}} 12  | {\displaystyle {\Big \}}} 12 | 6                            |
| Lockheed C-130 Hercules                                                                                  | Stati Uniti     | Motore aeronautico a turboelica                                                     | KC-130H "Qarnaf"           | 3                             | 4                            | 4                            |
| Lockheed Martin C-130J Super Hercules                                                                    | Stati Uniti     | Aereo turboelica quadrimotore da trasporto                                          | C-130J "Shimshon"          | -                             | 1 (4)                        | -                            |
| Boeing 707                                                                                               | Stati Uniti     | Aereo di linea per trasporto pesante e avvertimento iniziale                        | 707 "Re'em"                | 8                             | 1                            | 3                            |
| Boeing 707                                                                                               | Stati Uniti     | Rifornimento aereo                                                                  | KC-707 "Saknai"            | 5                             | 8                            | 7                            |
| elicotteri                                                                                               |                 |                                                                                     |                            |                               |                              |                              |
| Bell AH-1 Cobra                                                                                          | Stati Uniti     | Elicottero d'attacco                                                                | AH-1"Tzefa"                | 33                            | 49                           | 47                           |
| Eurocopter Panther                                                                                       | Francia         | Pattugliamento marittimo                                                            | AS-565SA "Atalef"          | 5                             | 6                            | 7                            |
| Boeing AH-64 Apache                                                                                      | Stati Uniti     | Elicottero d'attacco                                                                | AH-64A "Peten"             | 30                            | 26                           | 27                           |
| Boeing AH-64 Apache                                                                                      | Stati Uniti     | Elicottero d'attacco                                                                | AH-64D "Saraph"            | 17                            | 22                           | 17                           |
| Sikorsky S-65 CH-53 Sea Stallion                                                                         | Stati Uniti     | Trasporto pesante                                                                   | CH-53 "Yas'ur 2000"        | {\displaystyle {\Big \}}} 37  | 18                           | {\displaystyle {\Big \}}} 26 |
| Sikorsky S-65 CH-53 Sea Stallion                                                                         | Stati Uniti     | Trasporto pesante                                                                   | CH-53 "Yas'ur 2025"        | {\displaystyle {\Big \}}} 37  | 5                            | {\displaystyle {\Big \}}} 26 |
| Sikorsky S-70 (UH-60 Black Hawk)                                                                         | Stati Uniti     | Elicottero multiruolo medio bimotore da trasporto tattico                           | S-70A / UH-60A/L "Yanshuf" | 49                            | 48                           | 49                           |
| Bell 206 (OH-58 Kiowa)                                                                                   | Stati Uniti     | Turboalbero per trasporto leggero e addestramento                                   | 206B "Saifan"              | –                             | 18                           | 6                            |

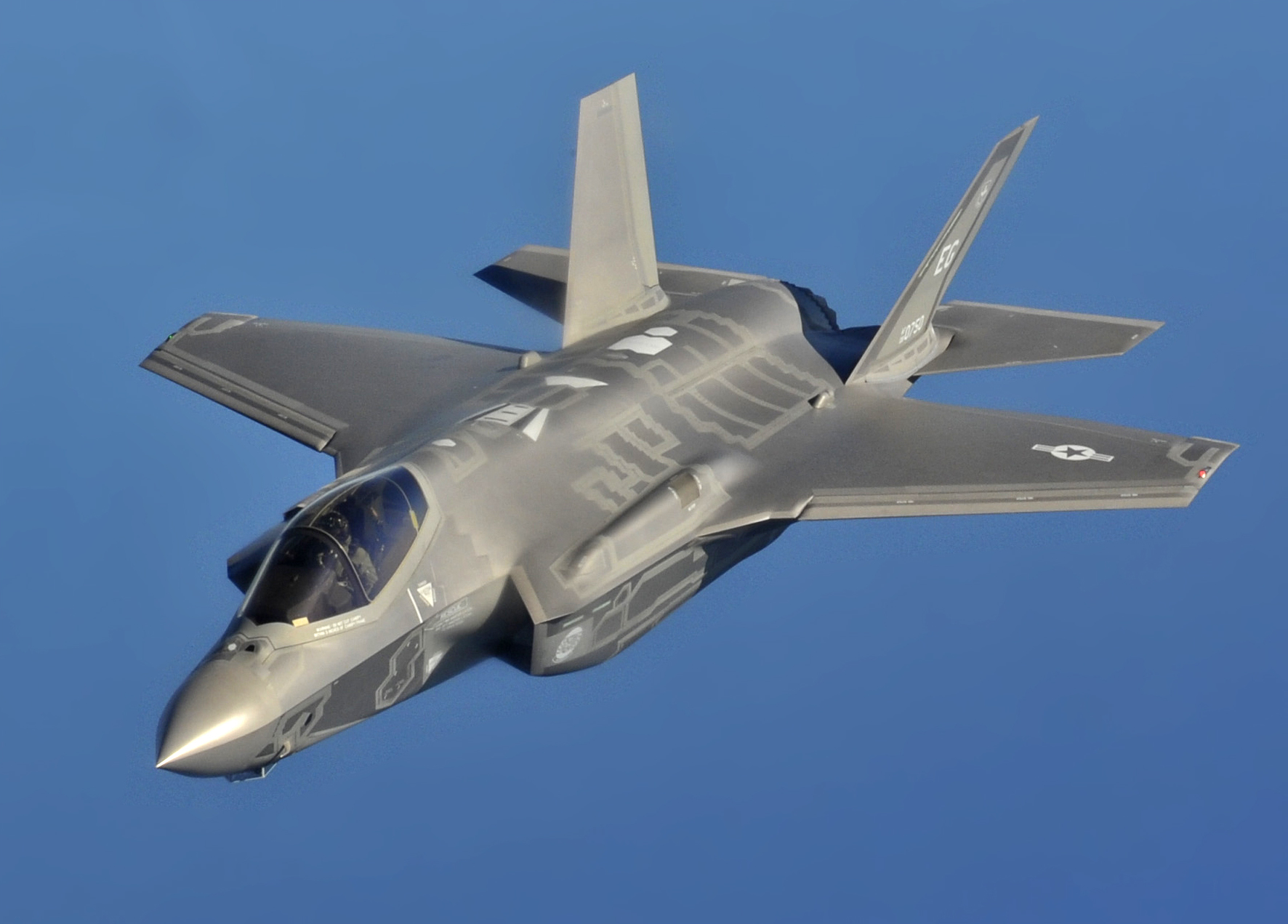
Lockheed Martin F-35 Lightning II
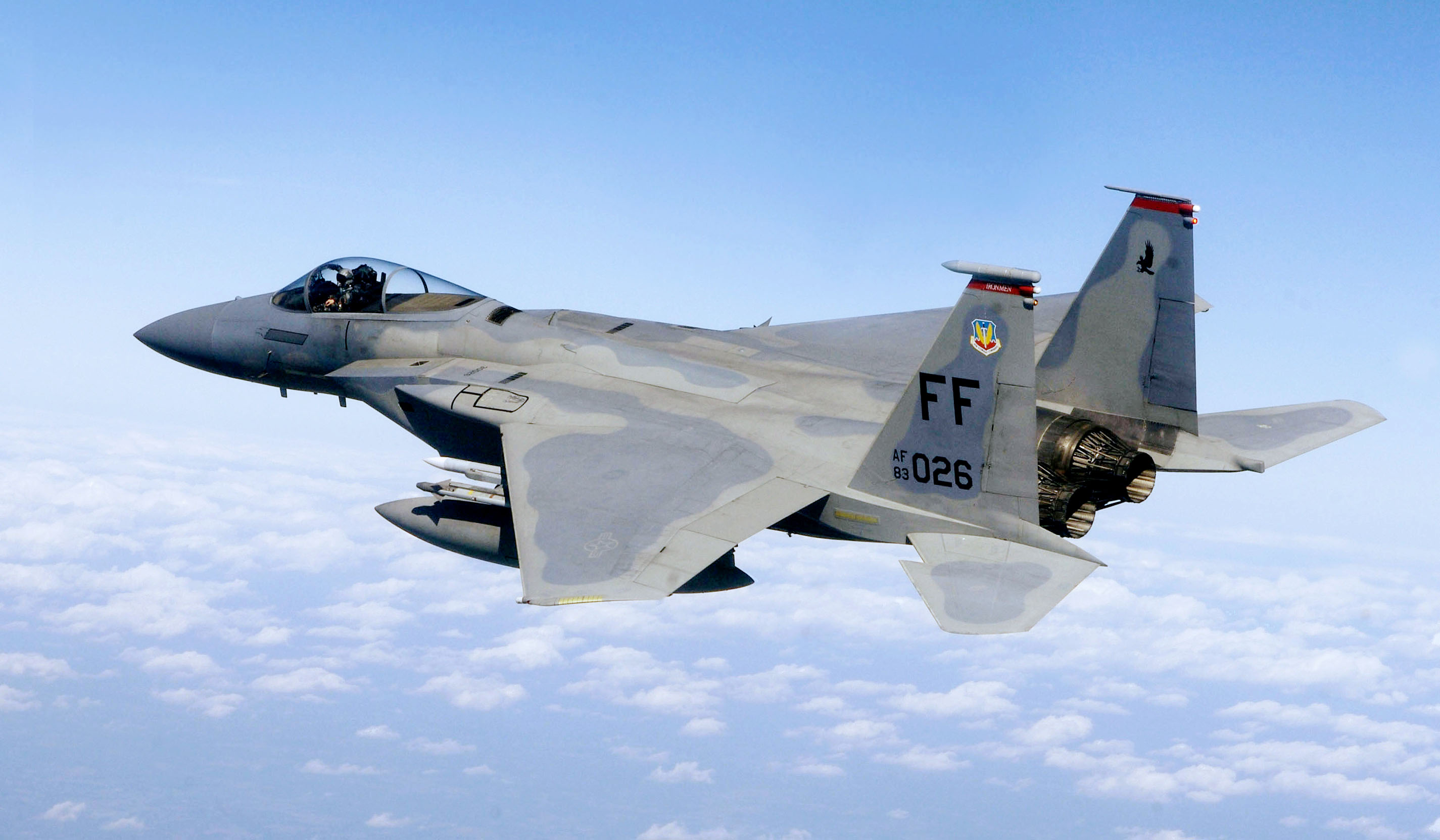
Boeing F-15 Eagle
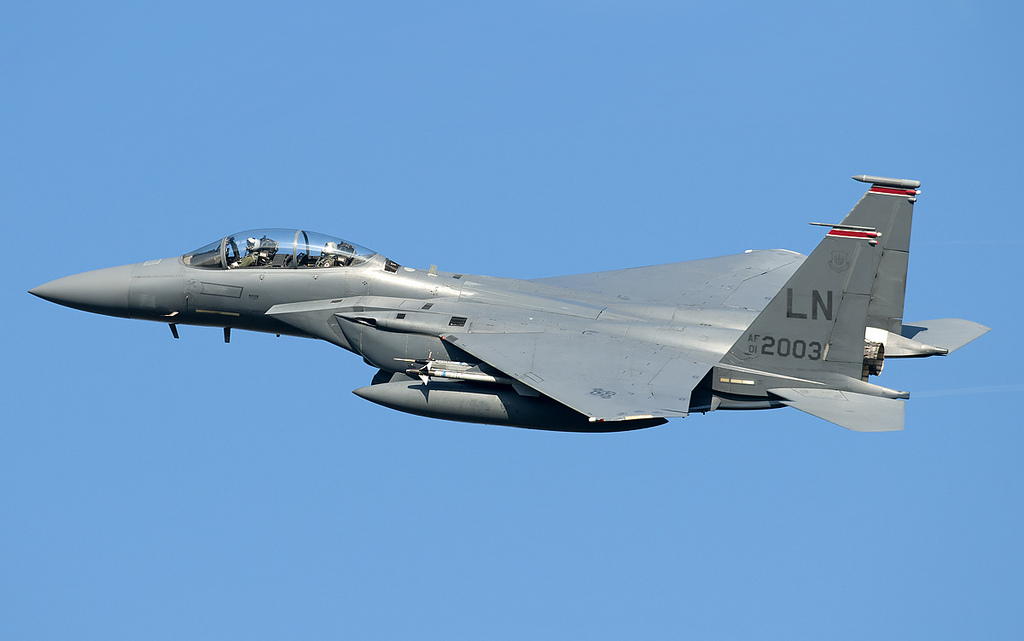
Boeing F-15E Strike Eagle
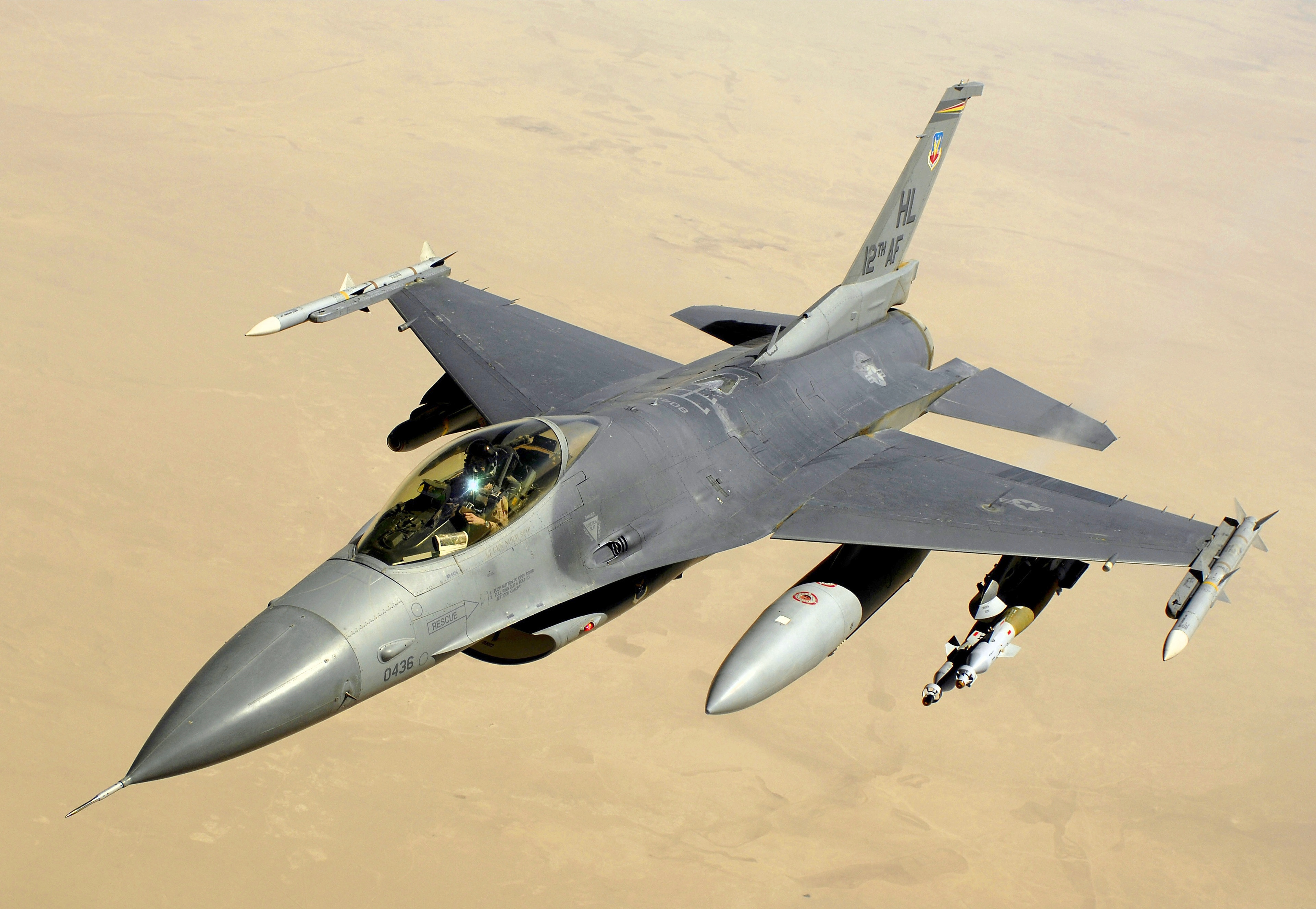
General Dynamics F-16 Fighting Falcon
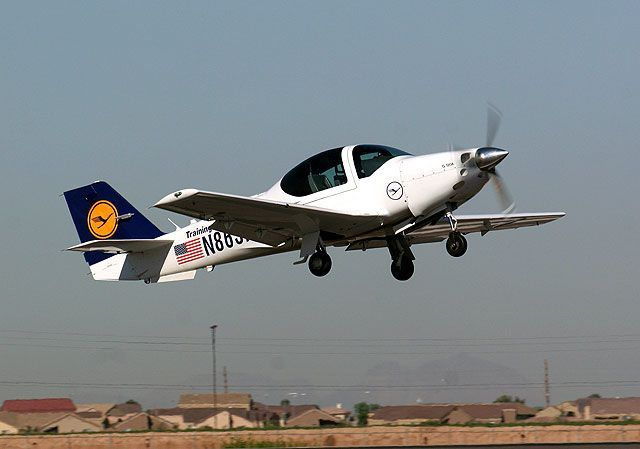
Grob G-120
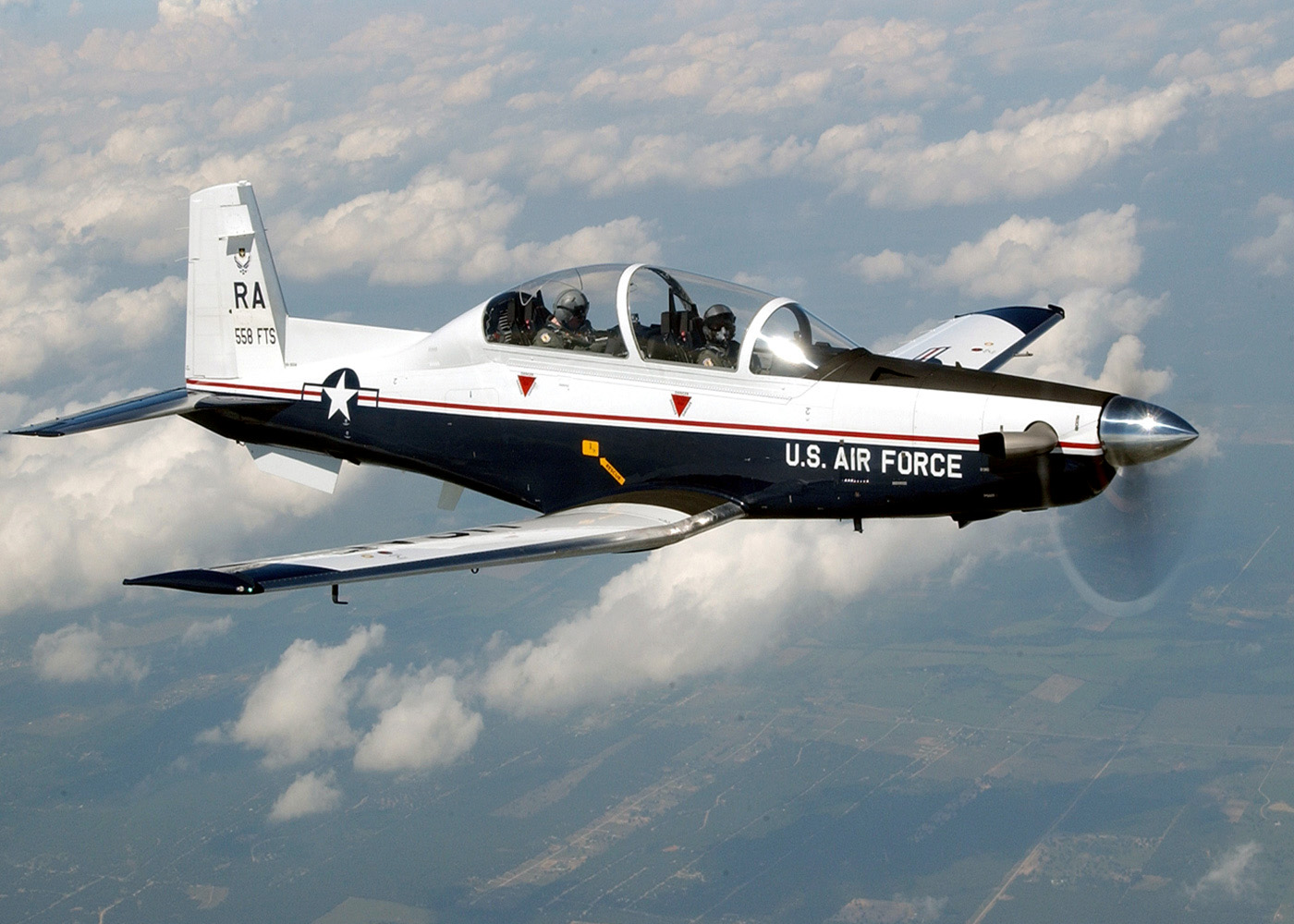
Beechcraft T-6 Texan II
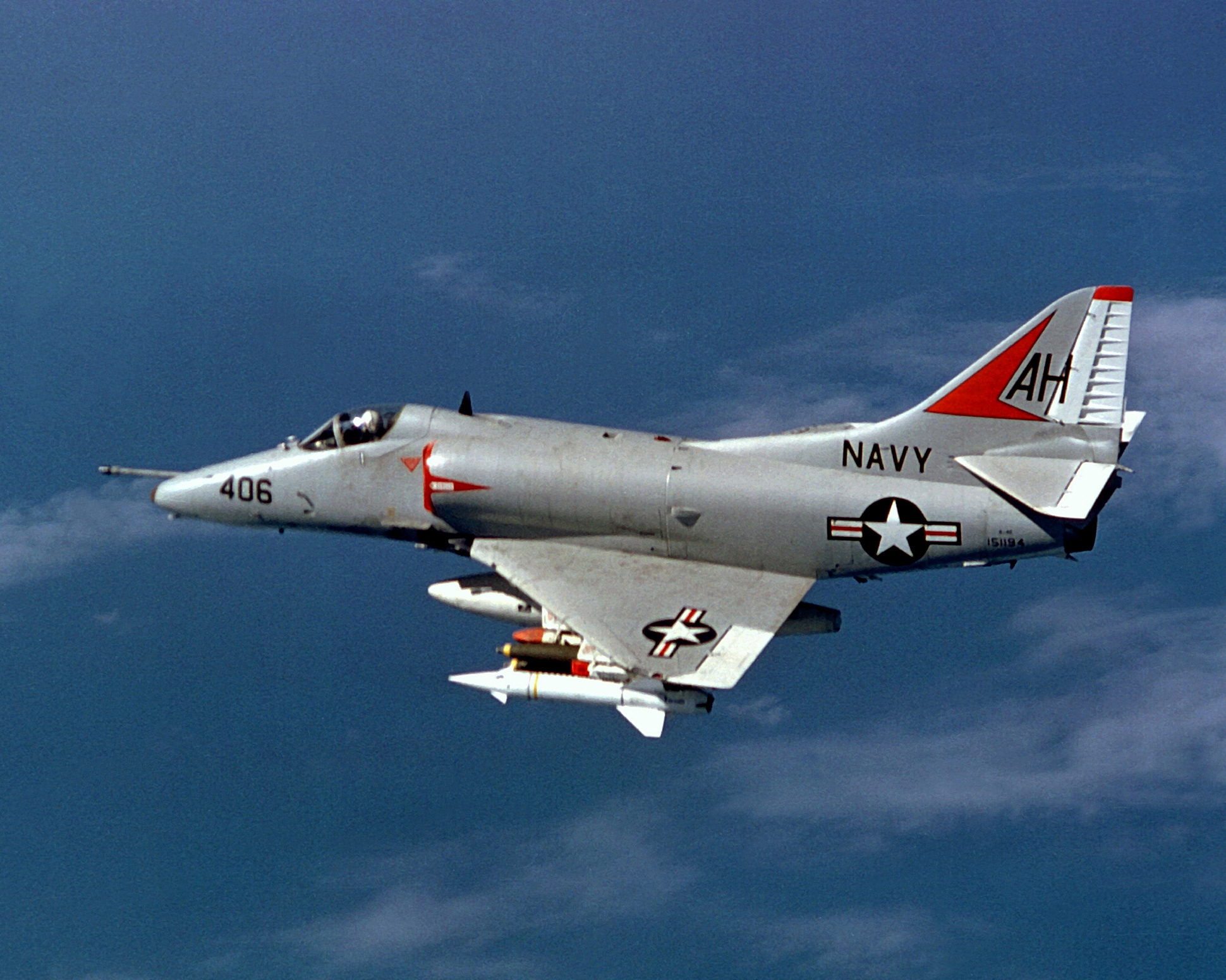
McDonnell Douglas A-4 Skyhawk
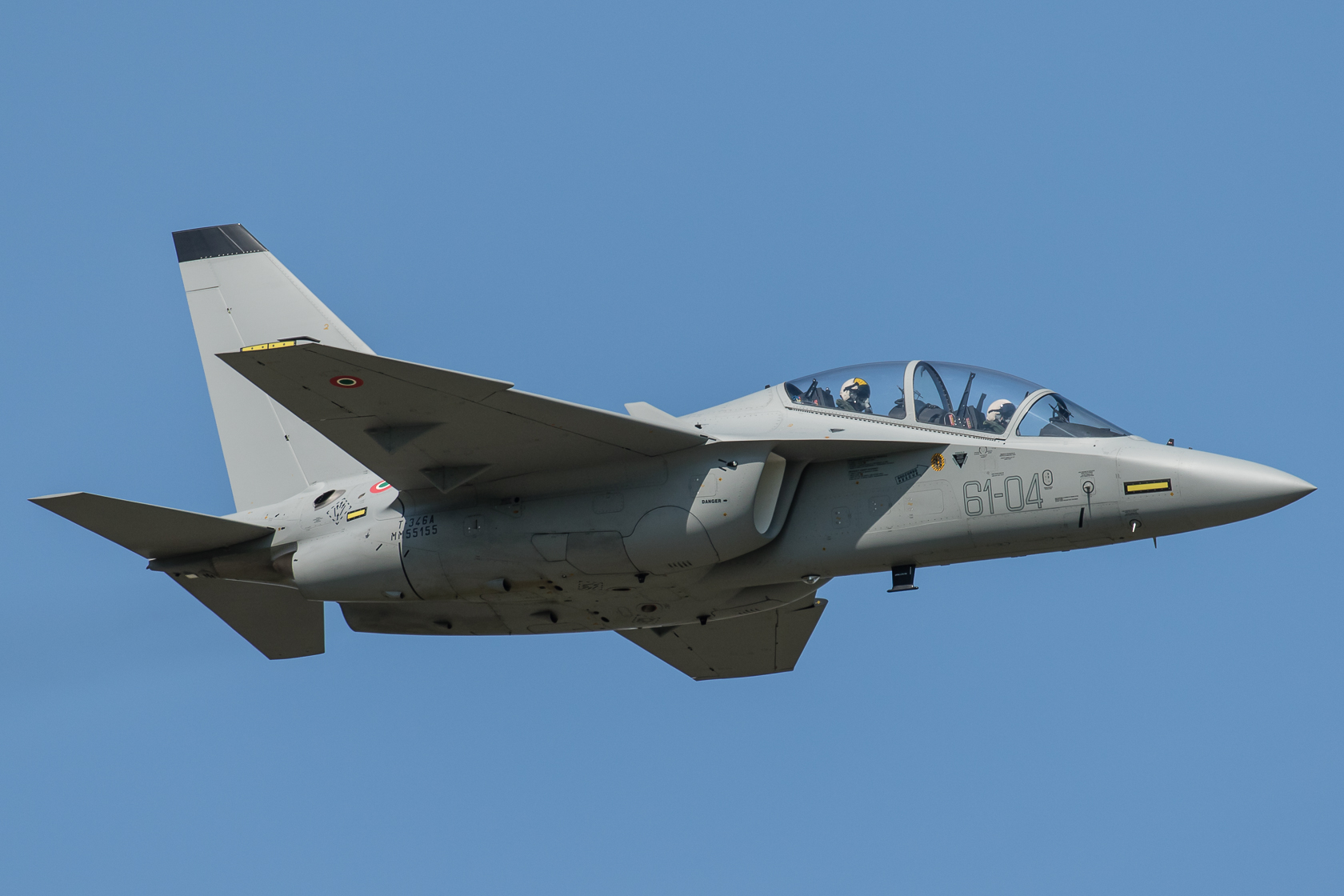
Alenia Aermacchi M-346 Master
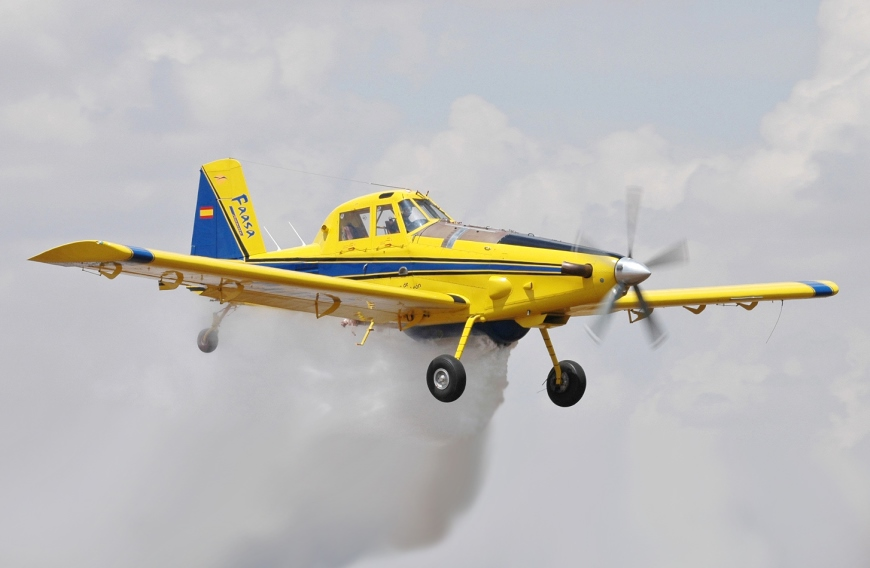
Air Tractor AT-802
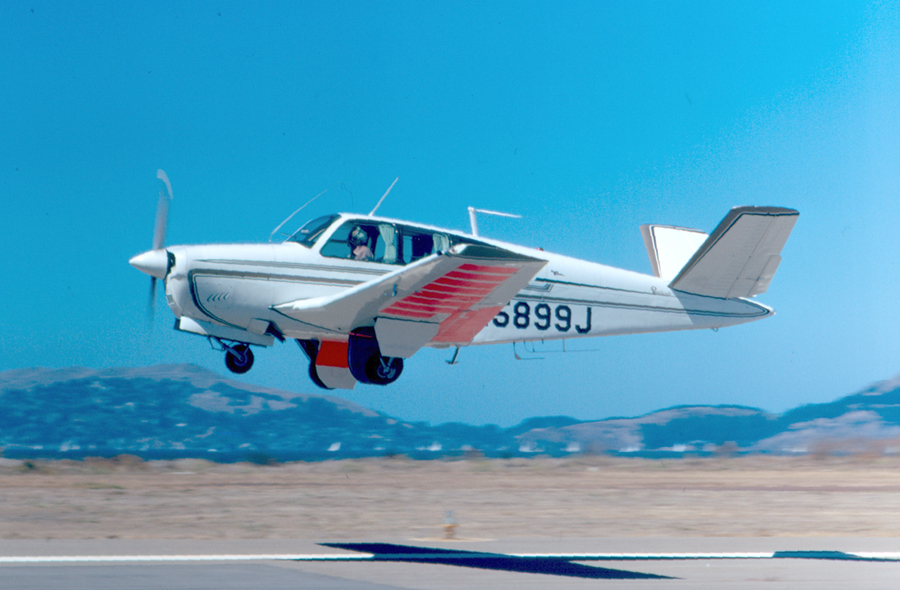
Beechcraft Bonanza
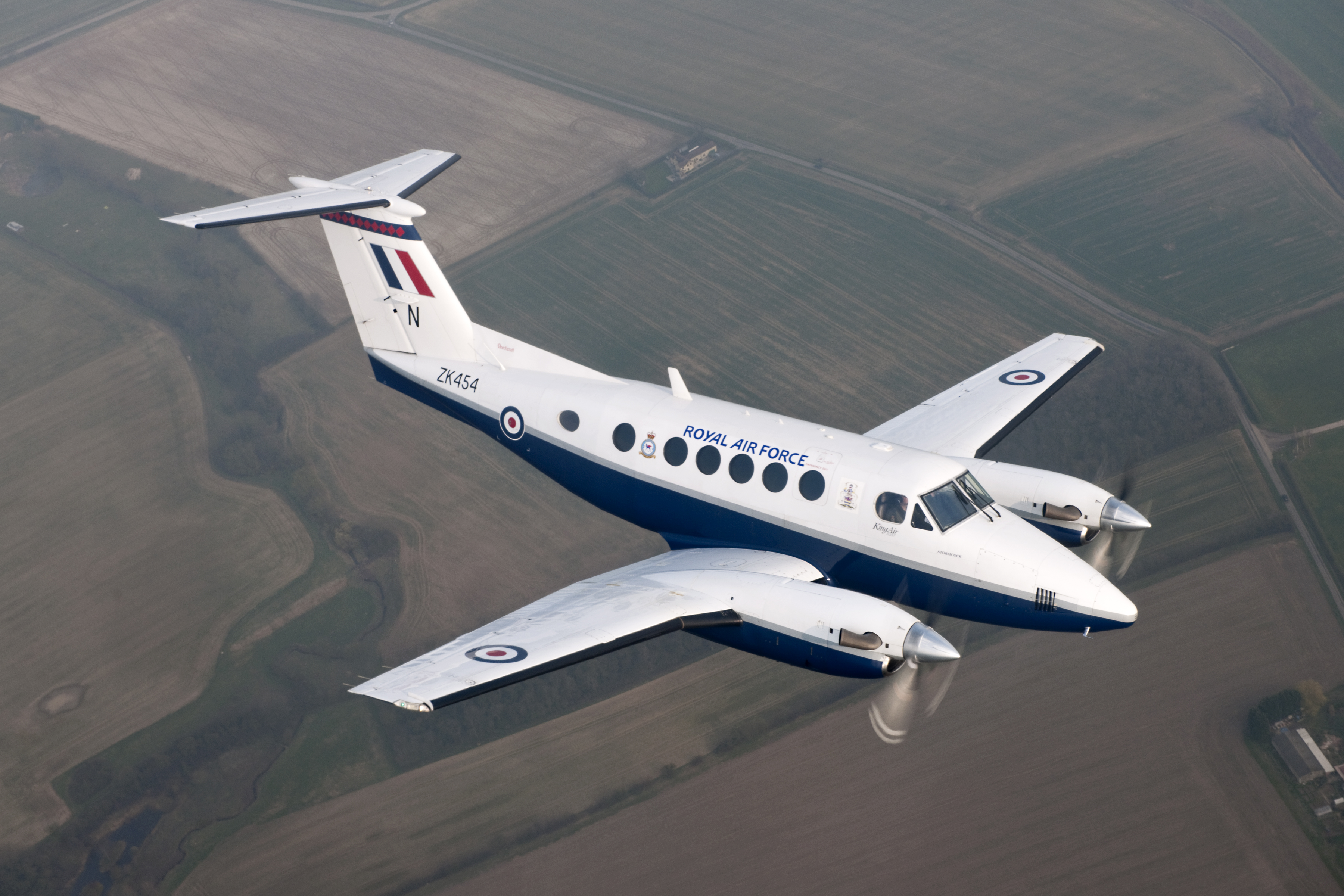
Beechcraft Super King Air
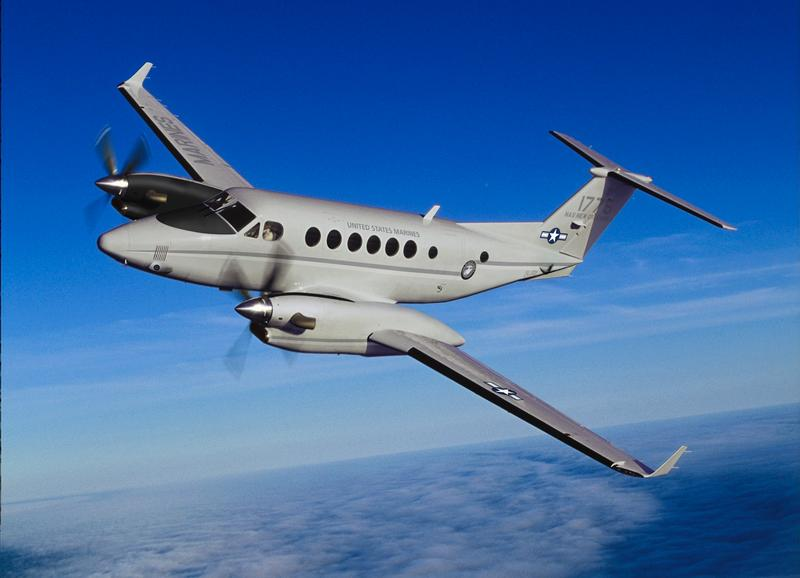
Beechcraft C-12 Huron
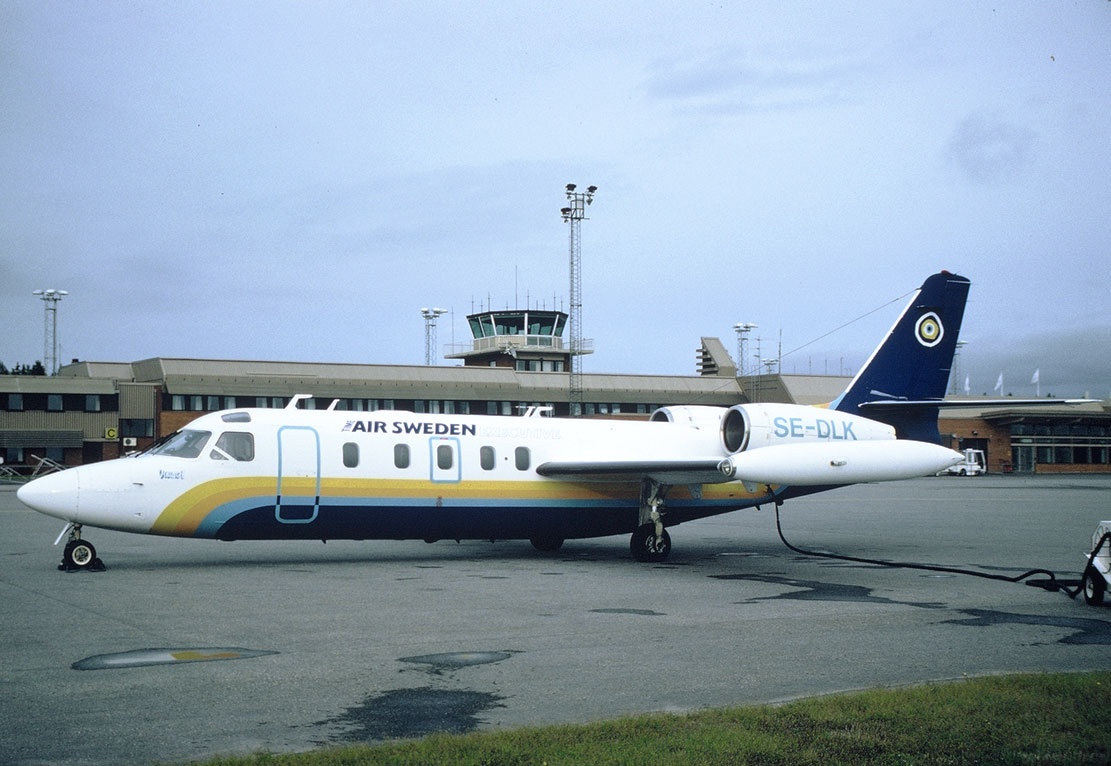
IAI Westwind
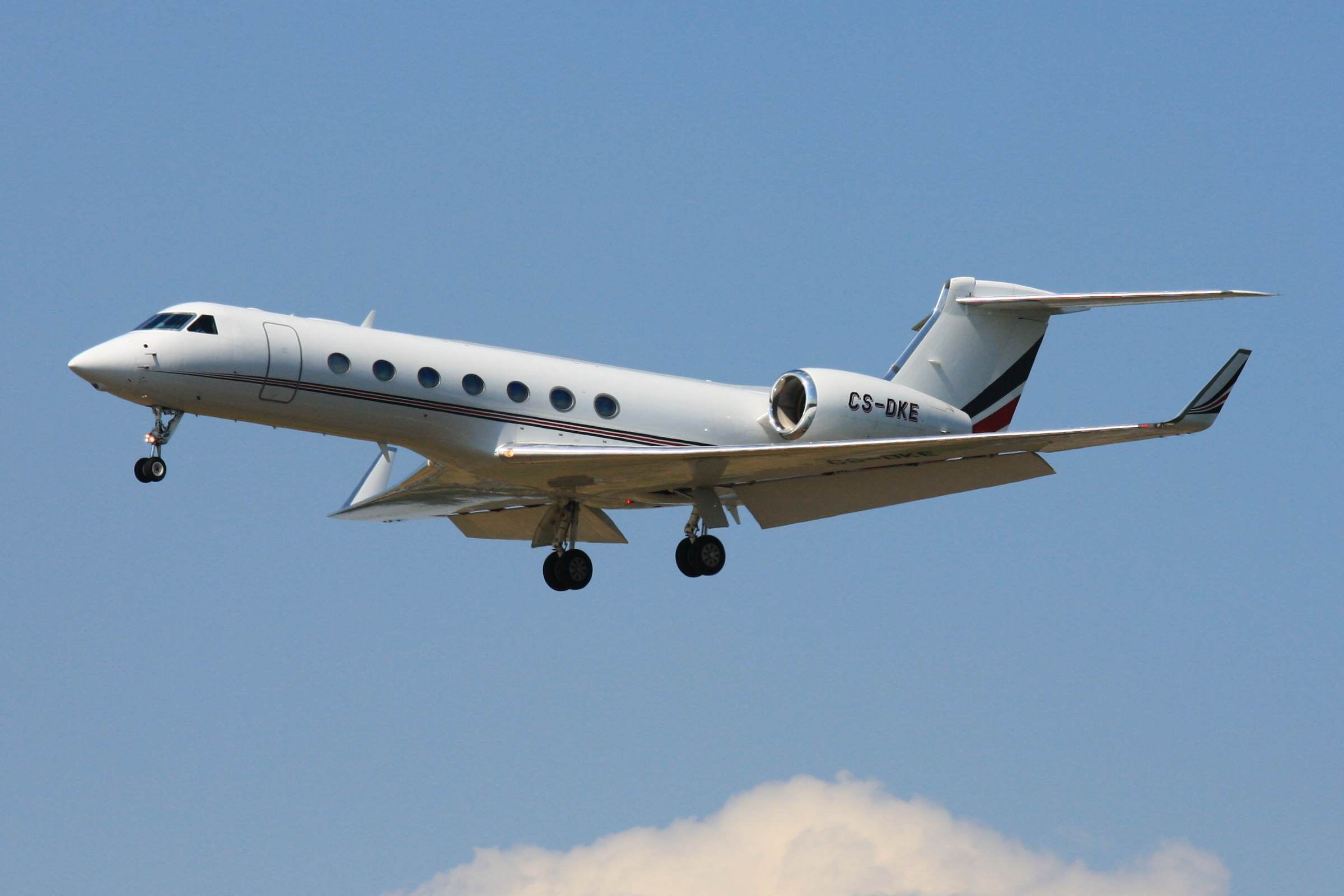
Gulfstream G550
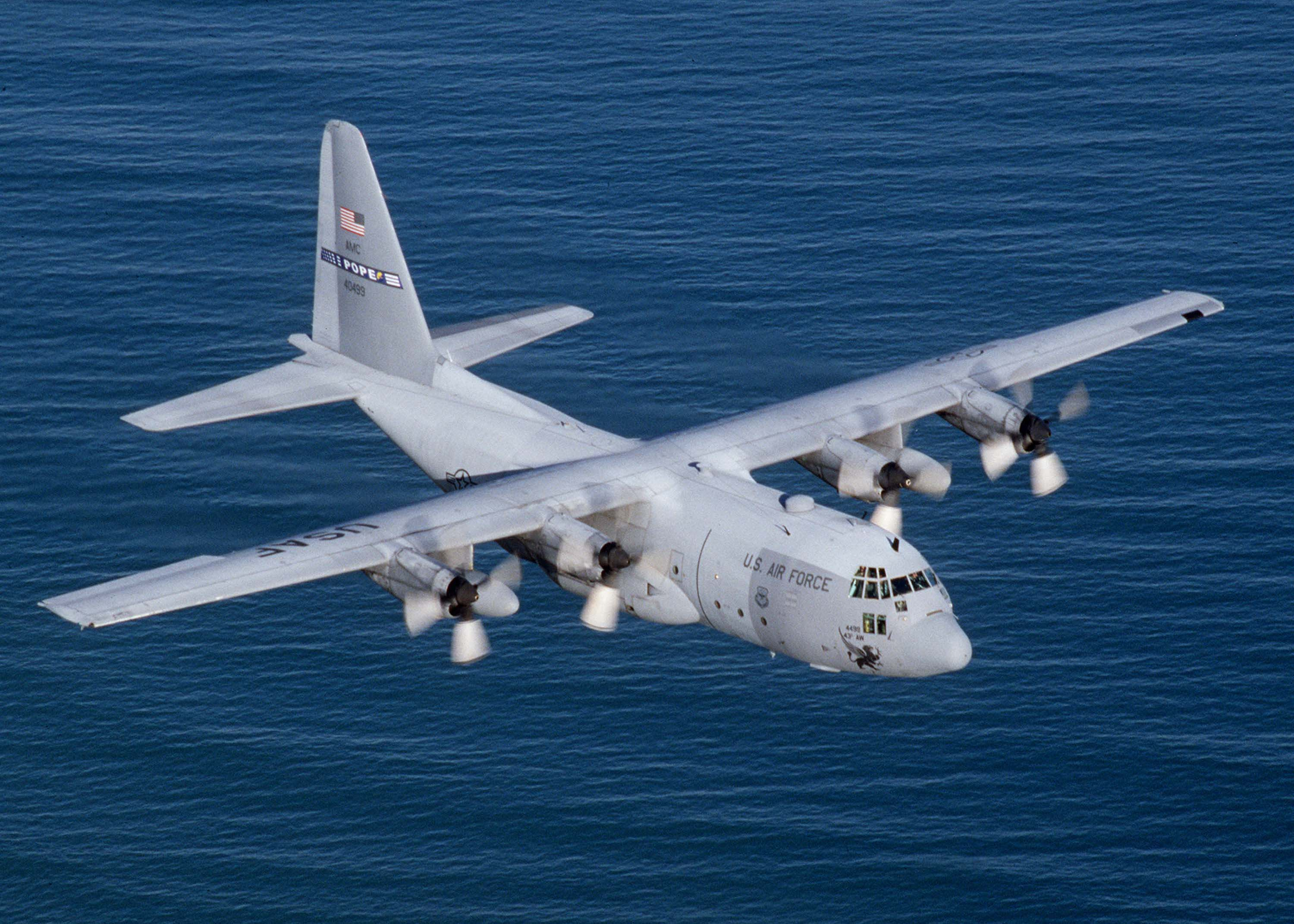
Lockheed C-130 Hercules
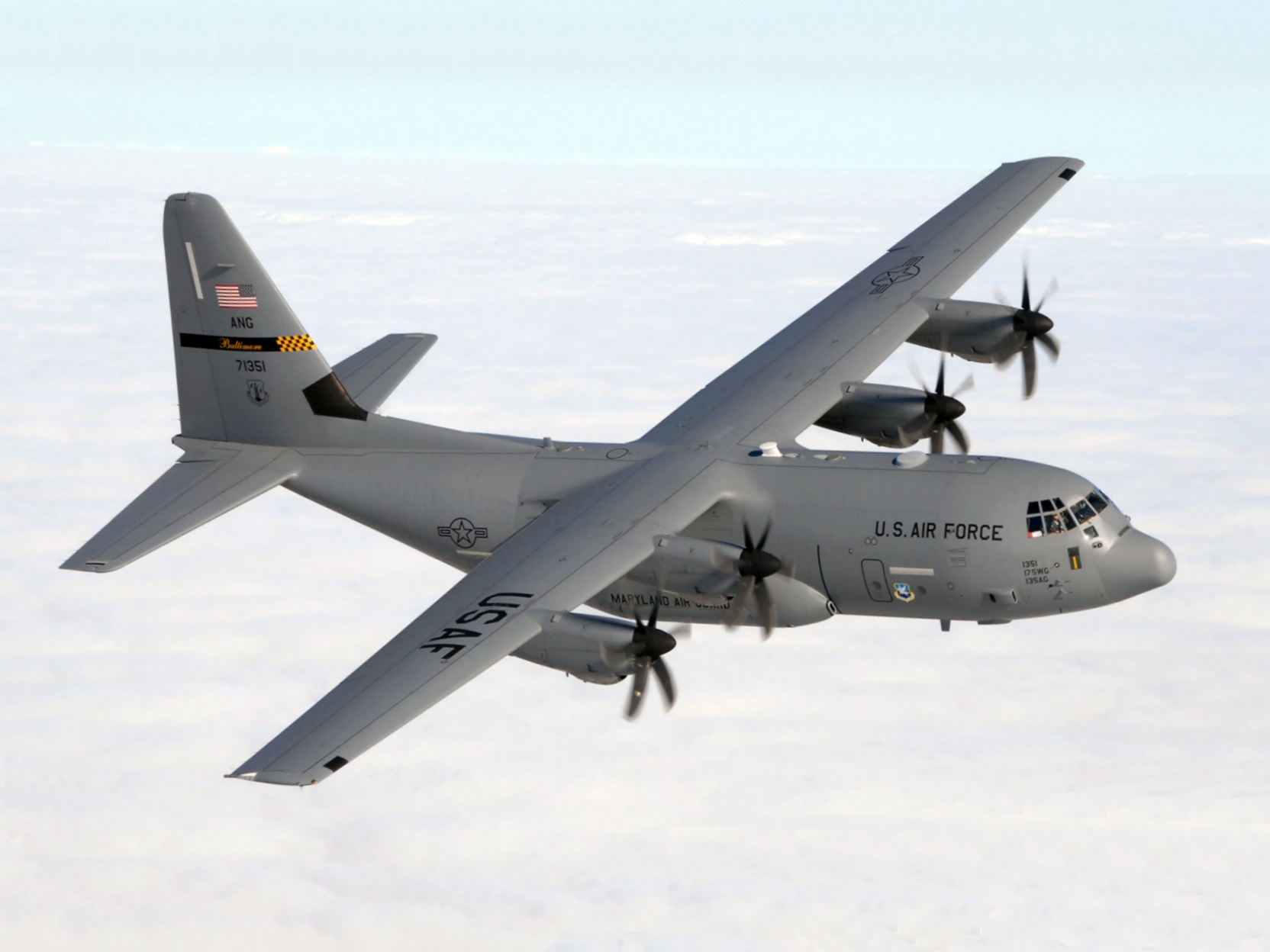
Lockheed Martin C-130J Super Hercules
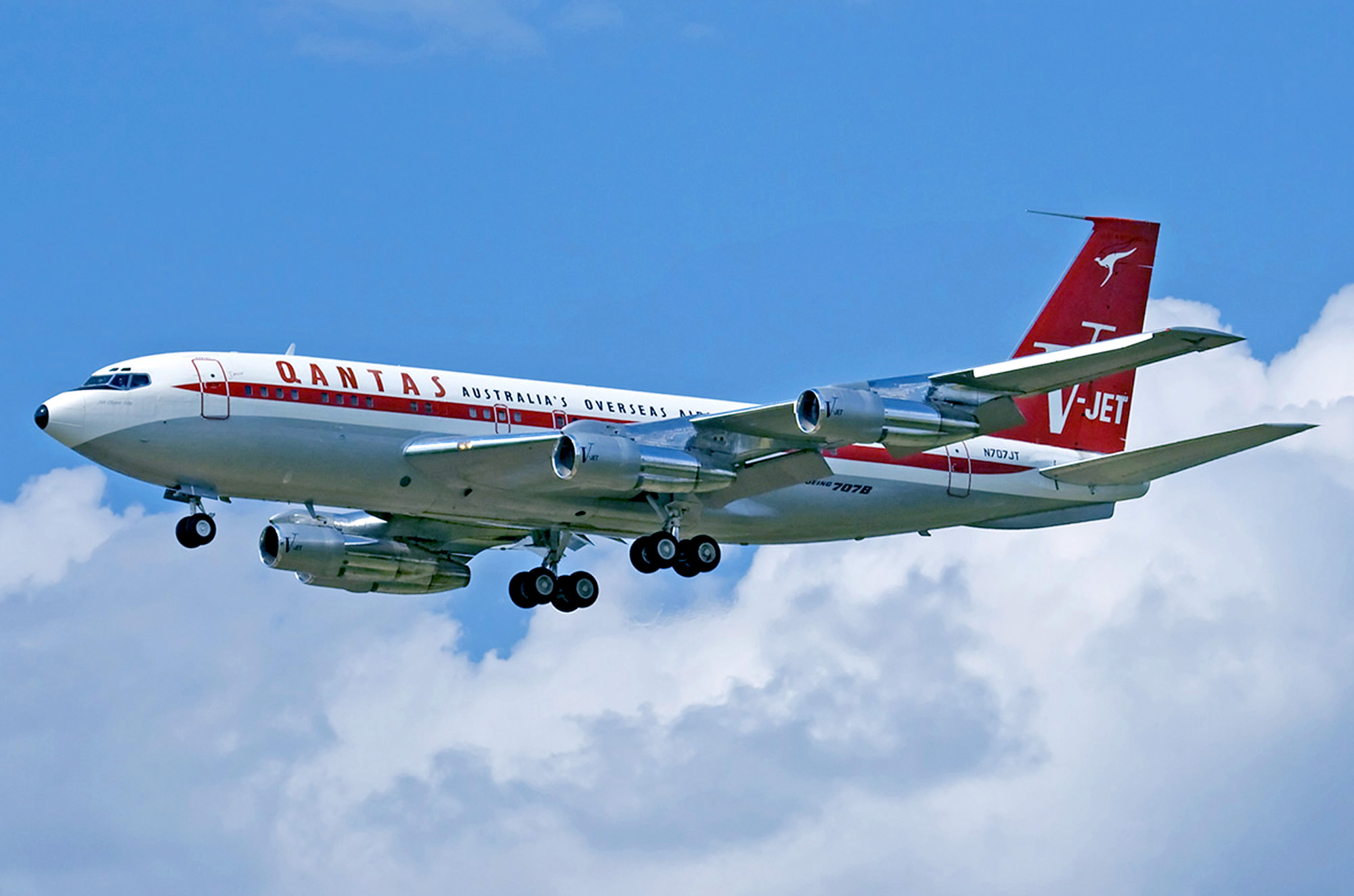
Boeing 707
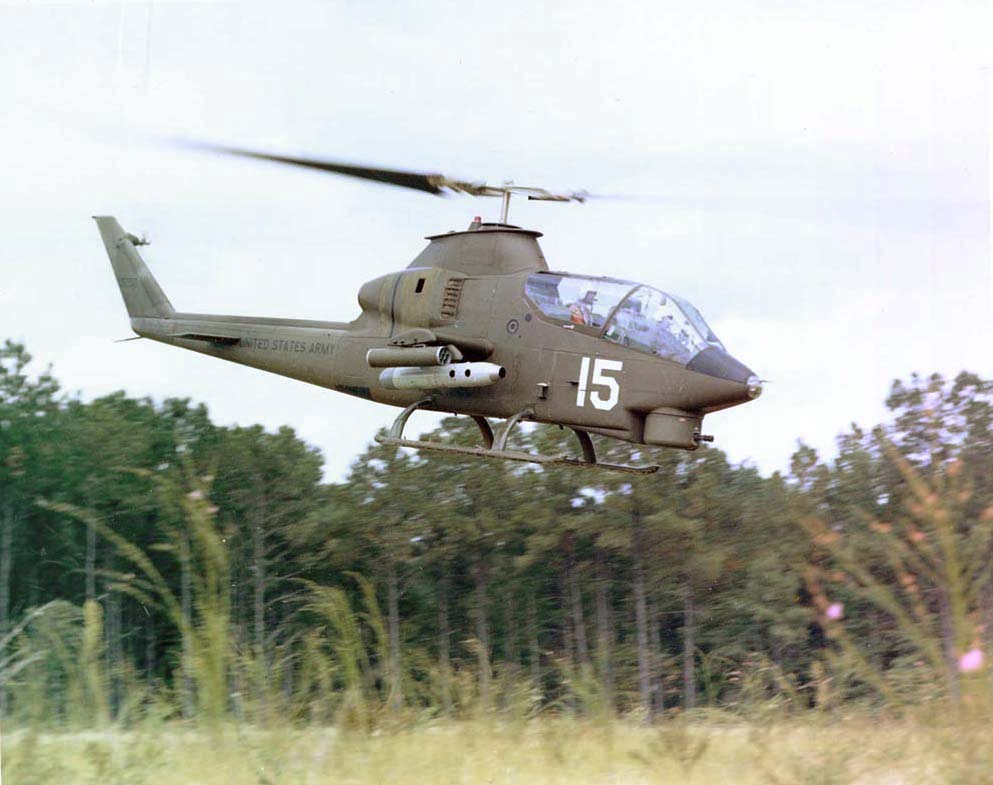
Bell AH-1 Cobra
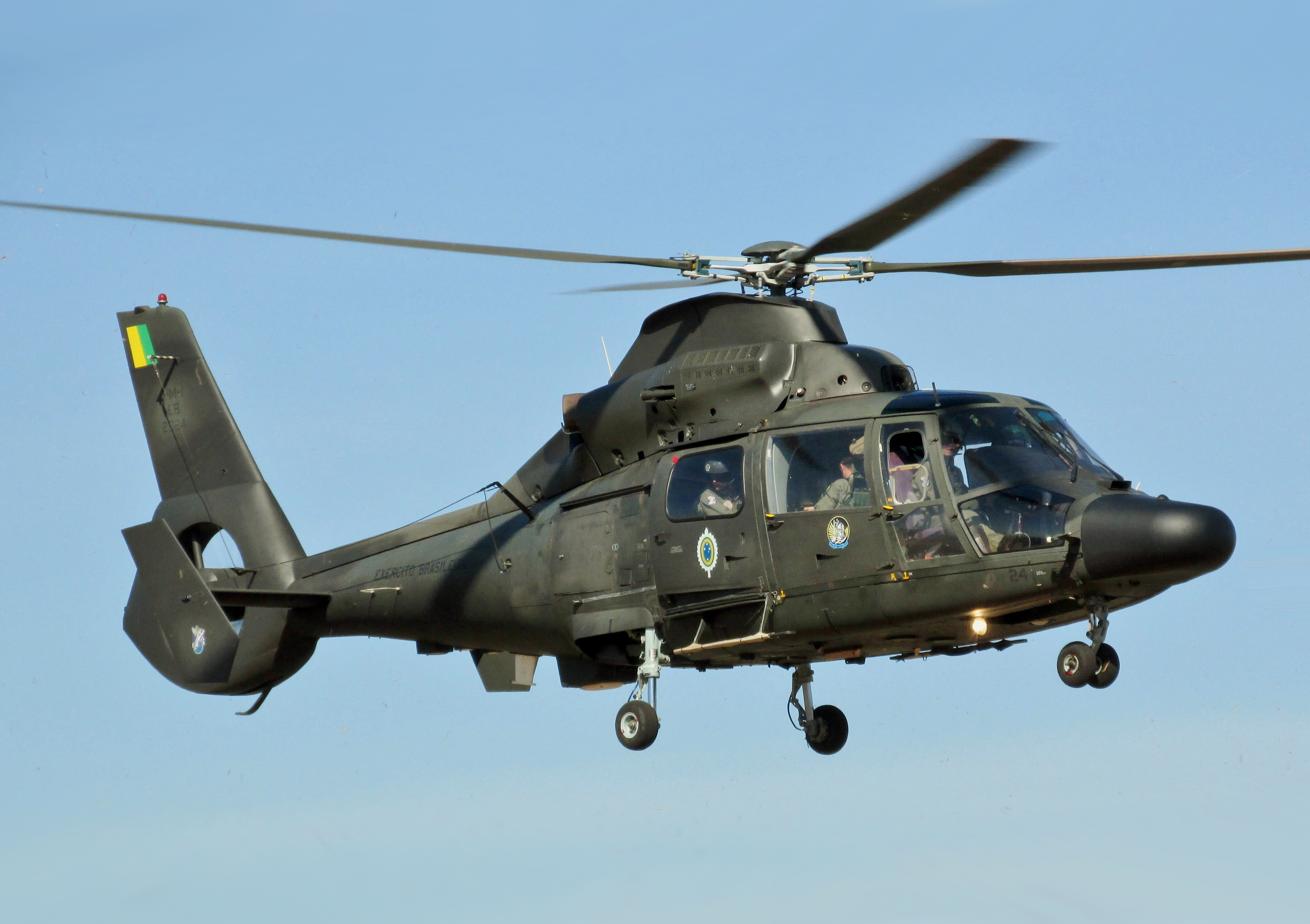
Eurocopter Panther
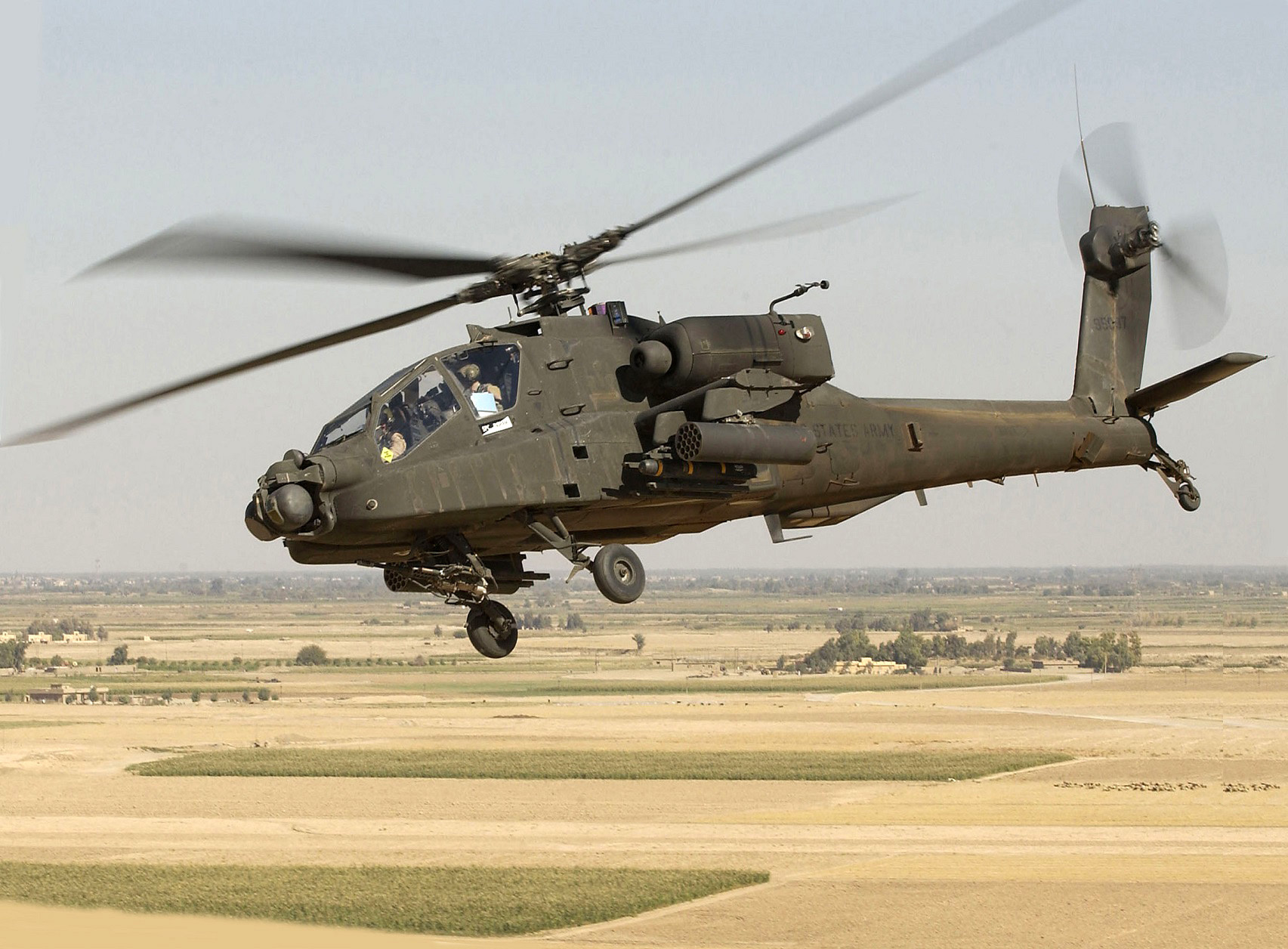
Boeing AH-64 Apache
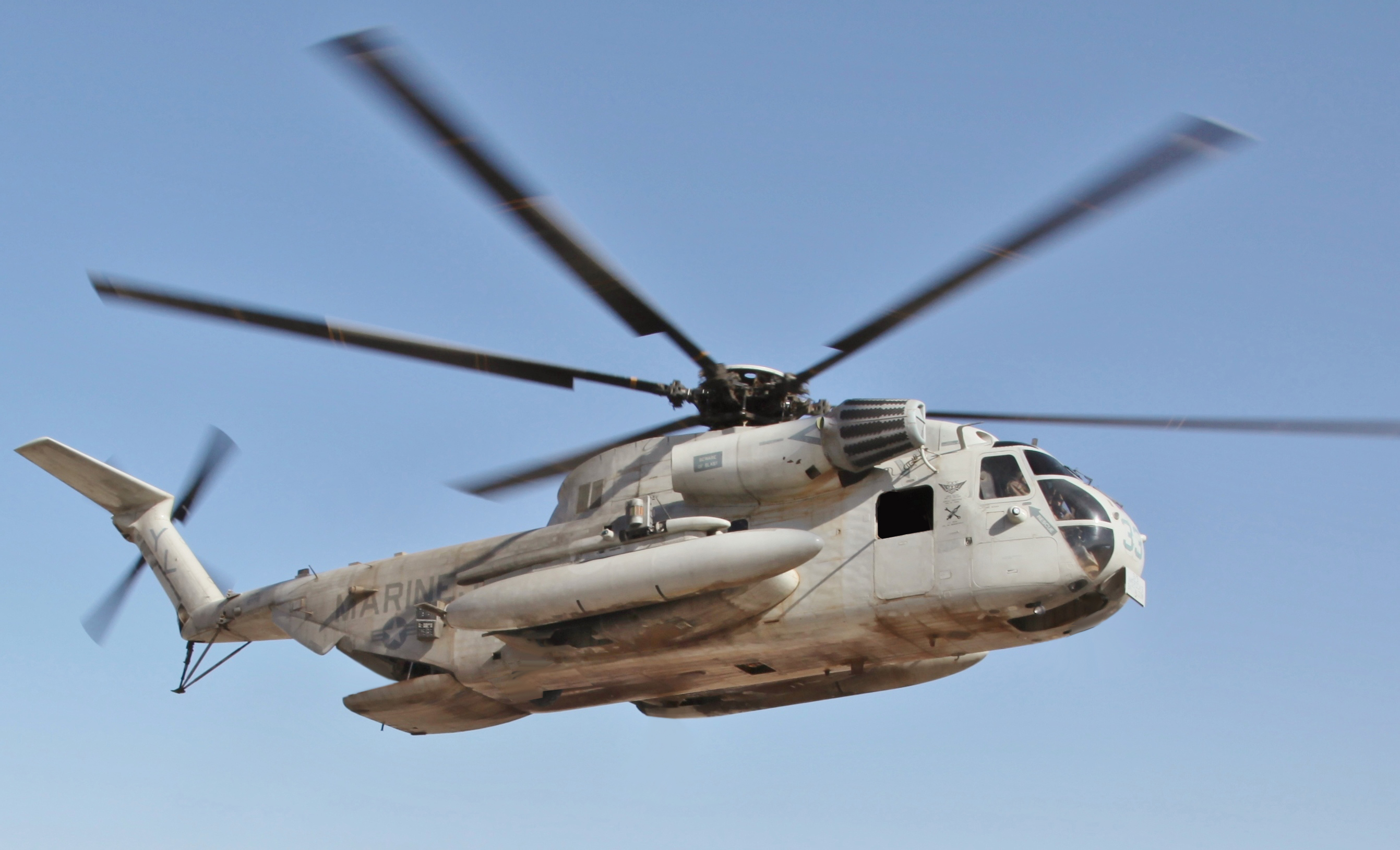
Sikorsky CH-53 Sea Stallion
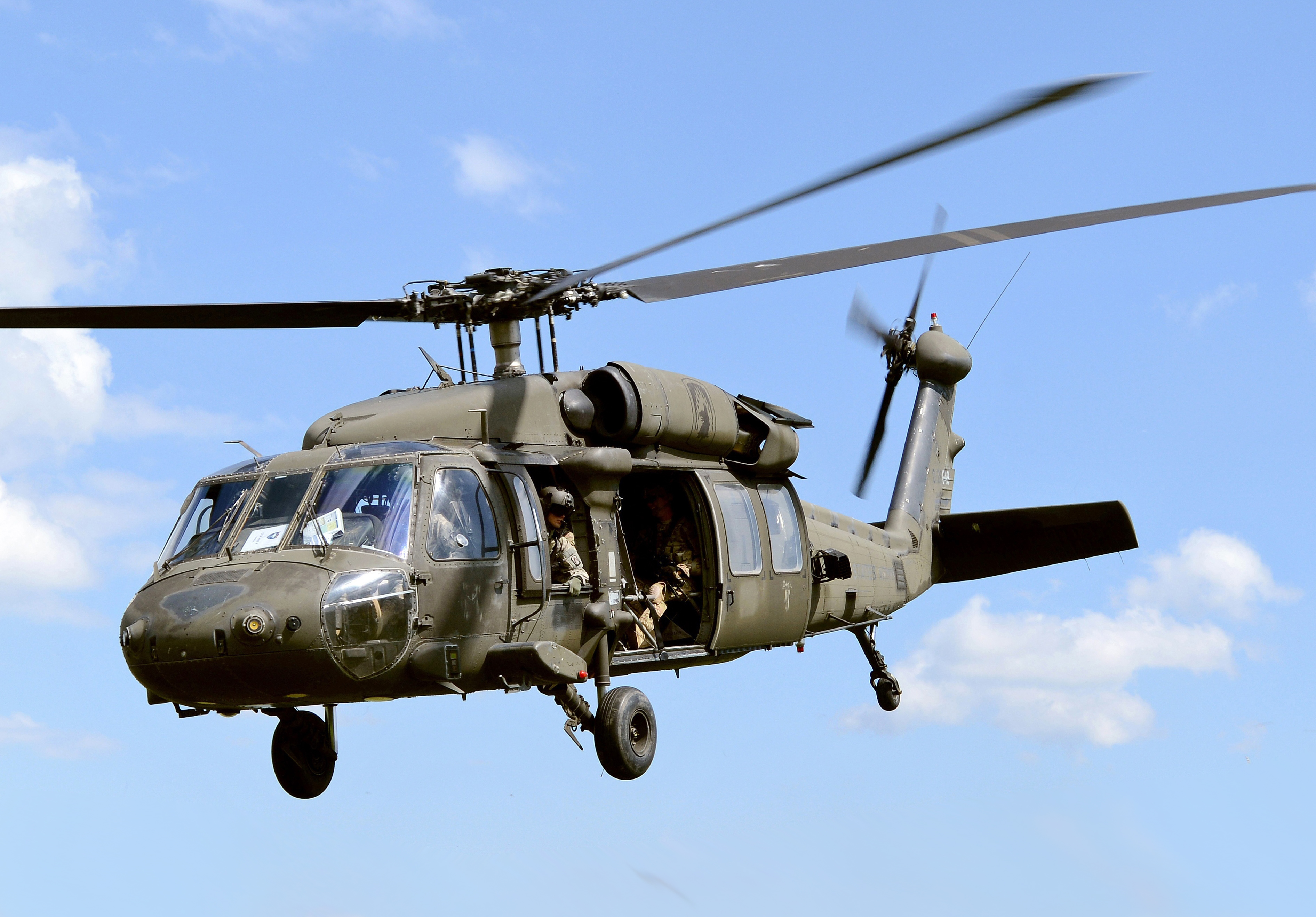
Sikorsky UH-60 Black Hawk
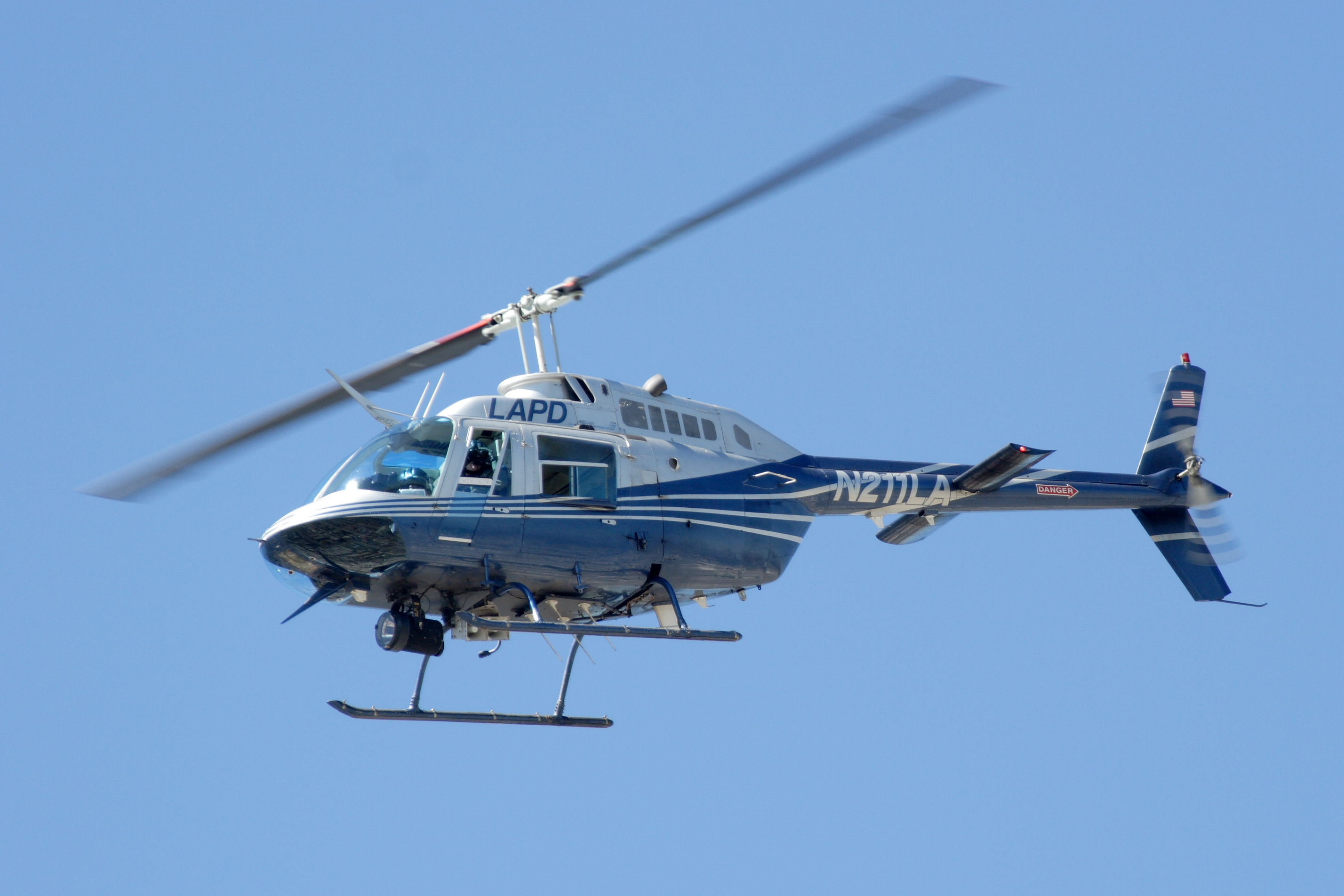
Bell 206
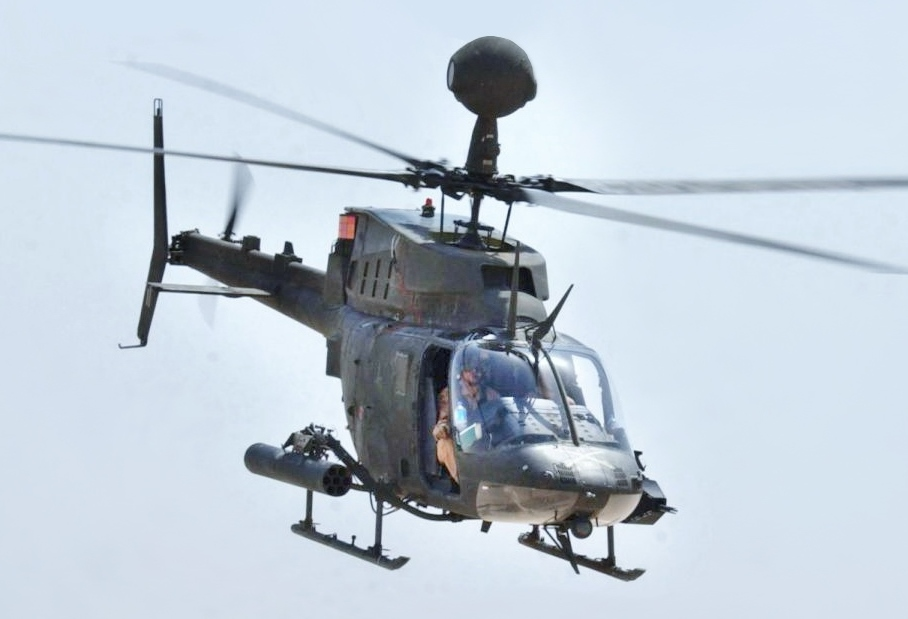
Bell OH-58 Kiowa

Nel novembre 2024 Israele ha firmato un contratto con Boeing del valore di 5.2 miliardi di dollari, per l'acquisto di 25 nuovi aerei da combattimento F-15IA di nuova generazione, variante israeliana dell’avanzato F-15EX. La prima consegna è prevista per il 2031, al ritmo di 6 velivoli all'anno.

### Aeromobile a pilotaggio remoto

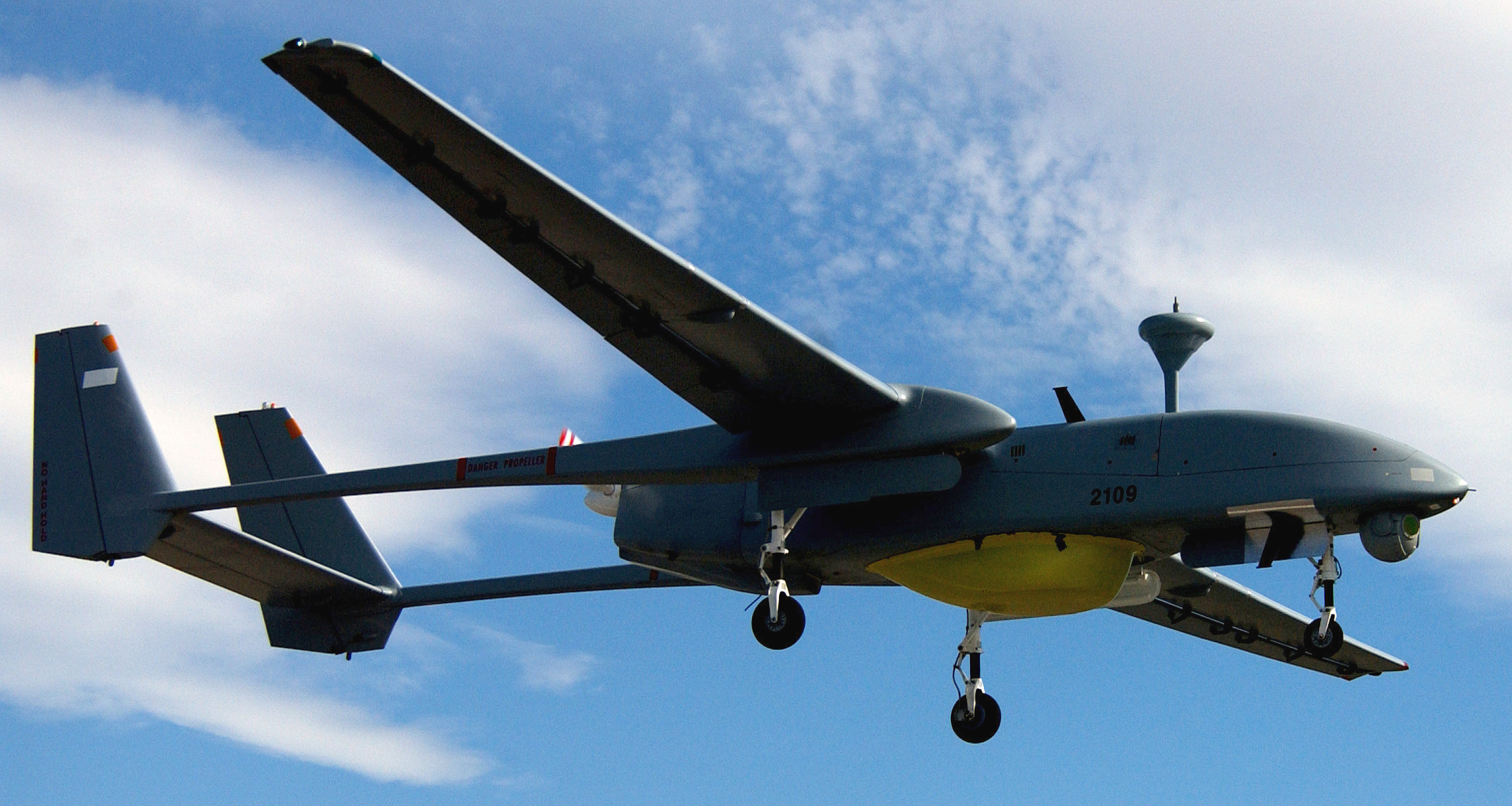
IAI Heron
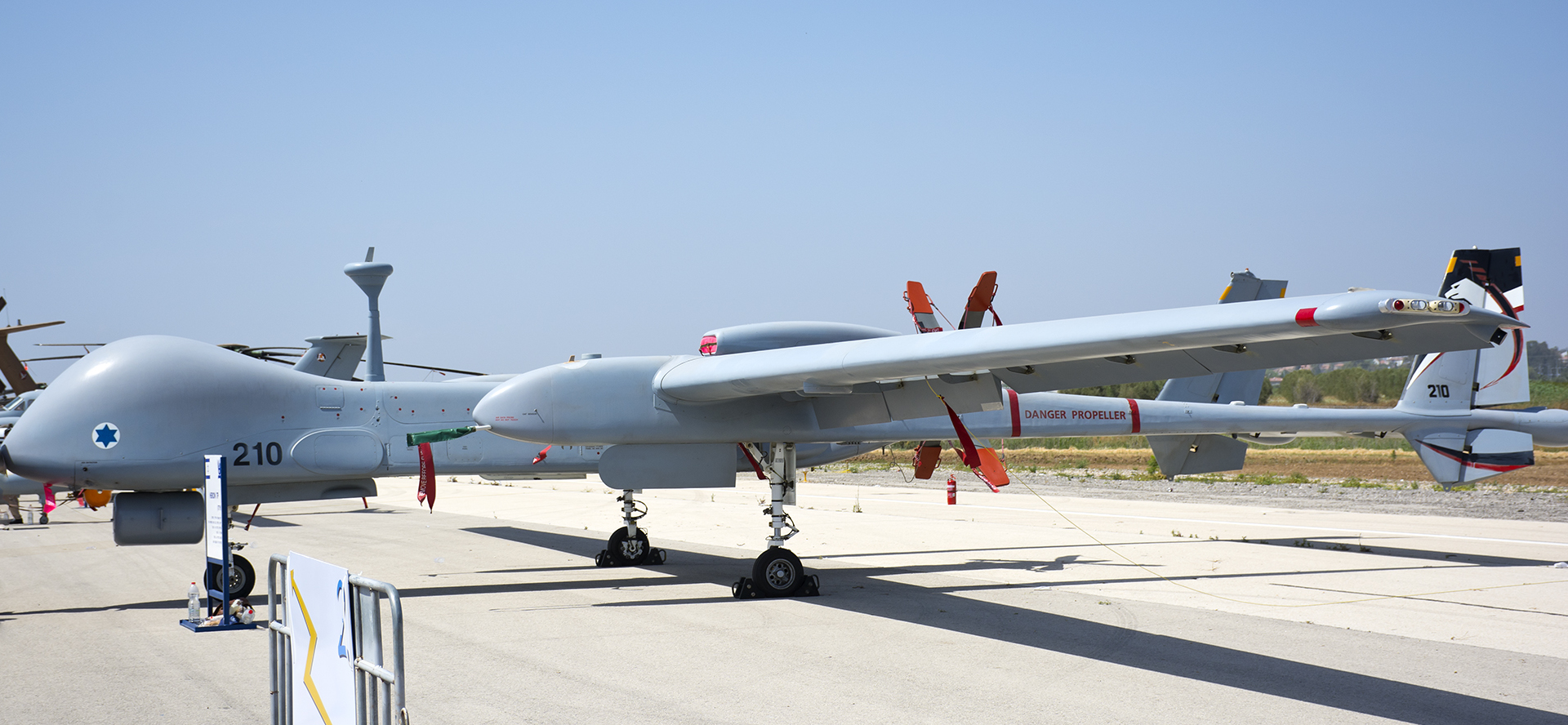
IAI Eitan
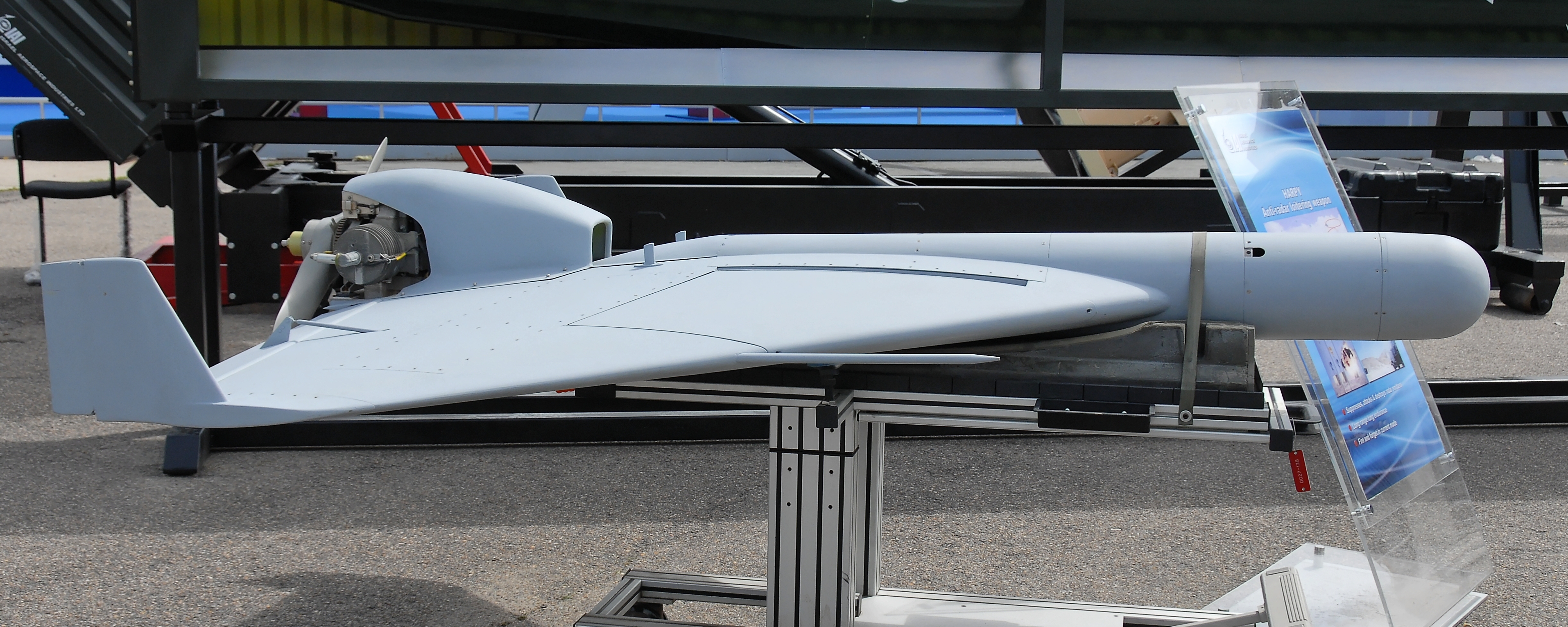
IAI Harpy
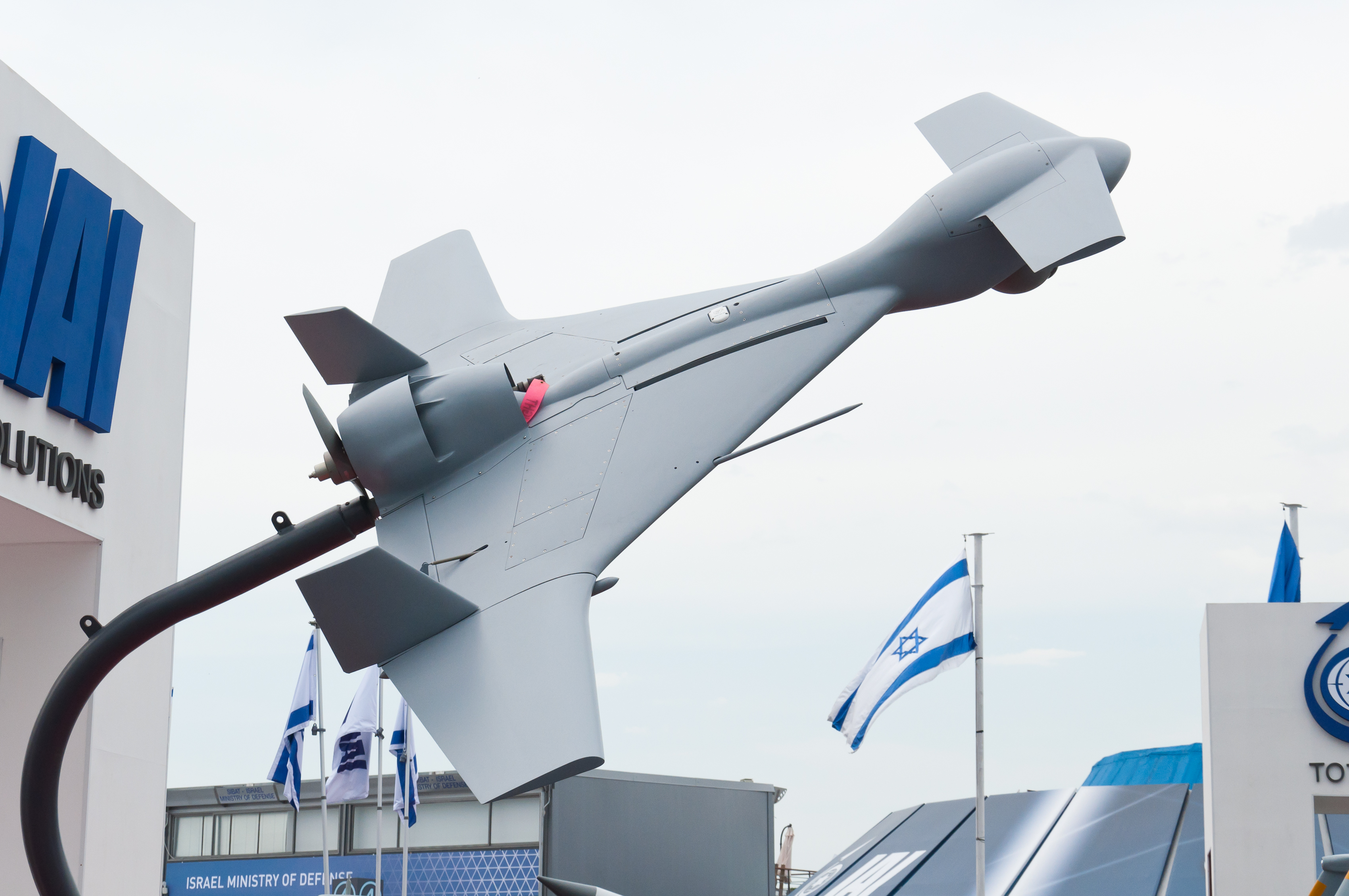
IAI Harop
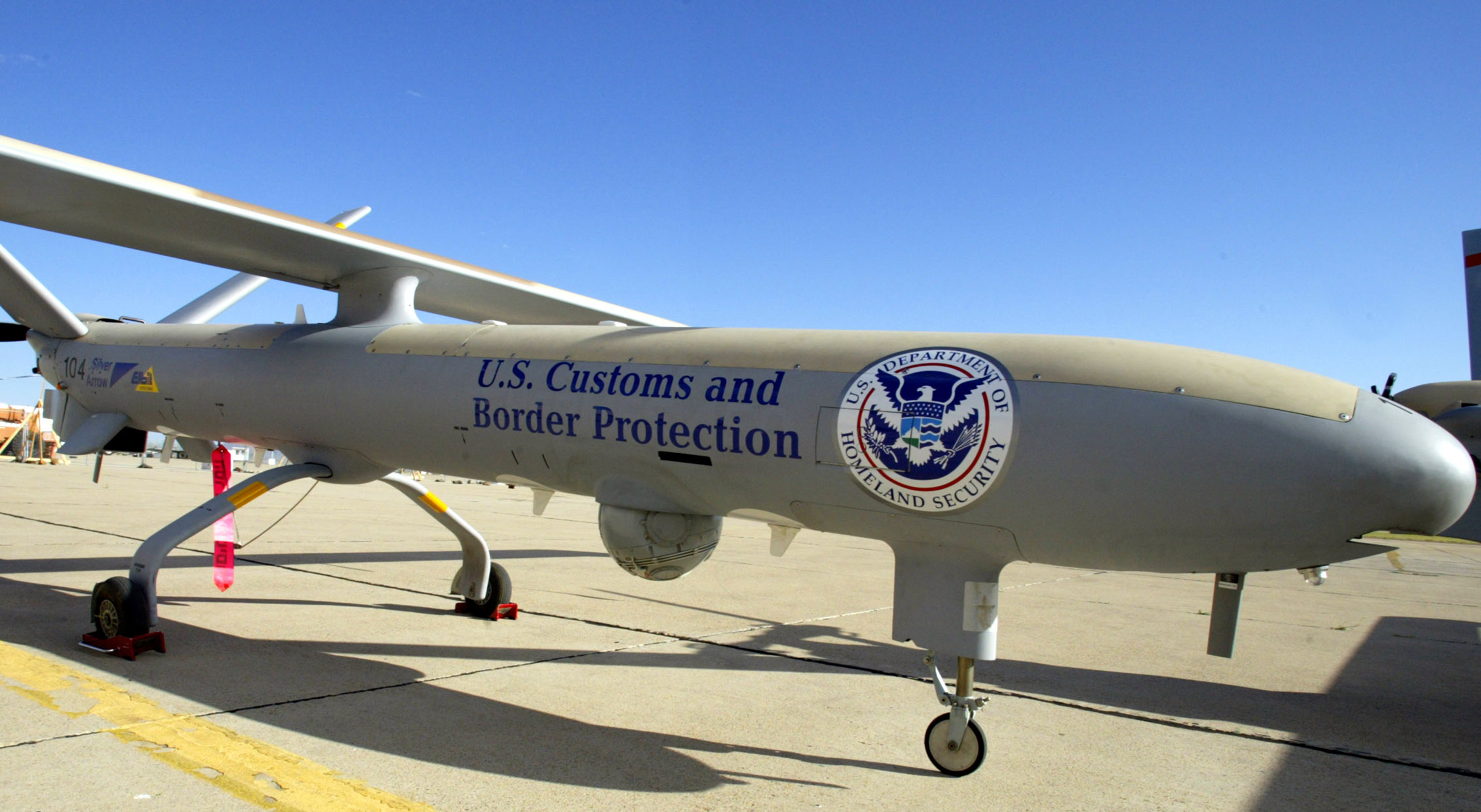
Elbit Hermes 450
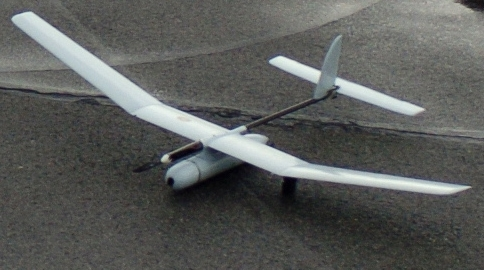
Elbit Skylark

- IAI Heron
- IAI Eitan
- IAI Harpy
- IAI Harop
- Elbit Hermes 450
- Elbit Skylark

## Dotazione delle forze di mare

### Imbarcazione missilistica
- Classe Sa'ar IV (Anni 1970; 32 kt/Nodi; 450 tonnellate; 45 membri d'equipaggio)
- Classe Sa'ar 4.5 (Anni 1980; 31 kt; 488 tonnellate; 53 membri d'equipaggio)

### Corvetta
- / Classe Sa'ar 5 (Anni 1990; 33 kt; 1.227 tonnellate; 64 membri d'equipaggio)

### Pattugliatore
- Classe Dabur (Anni 1970; 19 kt; 39 tonnellate; 9 membri d'equipaggio)
- Classe Shaldag (1989; ?; 50 tonnellate; 15 membri d'equipaggio)
- Super Dvora Mk II (1996; 46 kt; 54 tonnellate; 10 membri d'equipaggio)
- Nachshol (1997; 40 kt; 12 tonnellate; 5 membri d'equipaggio)
- Super Dvora Mk III (2004; 47 kt; 54 tonnellate; 10 membri d'equipaggio)

### Navi da supporto
- INS Bat Yam
- INS Bat Galim

### Veicolo navale a pilotaggio remoto
- Protector USV

### Sottomarino
- Classe Dolphin (1992; 11 kt, 20 kt subacqueo; 1,640 tonnellate, 1,900 tonnellate subacqueo; 30 membri d'equipaggio)

### Imbarcazione da commando
- Dolphin type underwater craft
- Maiale type underwater craft
- Snunit boat
- Zaharon boat
- Moulit boat
- Morena rigid-hull inflatable boat

## Sistemi d'arma a distanza
- Typhoon Weapon System
- Rafael Overhead Weapon Station
- Samson Remote Controlled Weapon Station

## Sistemi spaziali
- Amos
- EROS
- Ofek
- TecSAR
- Shavit